# 日系人の強制収容

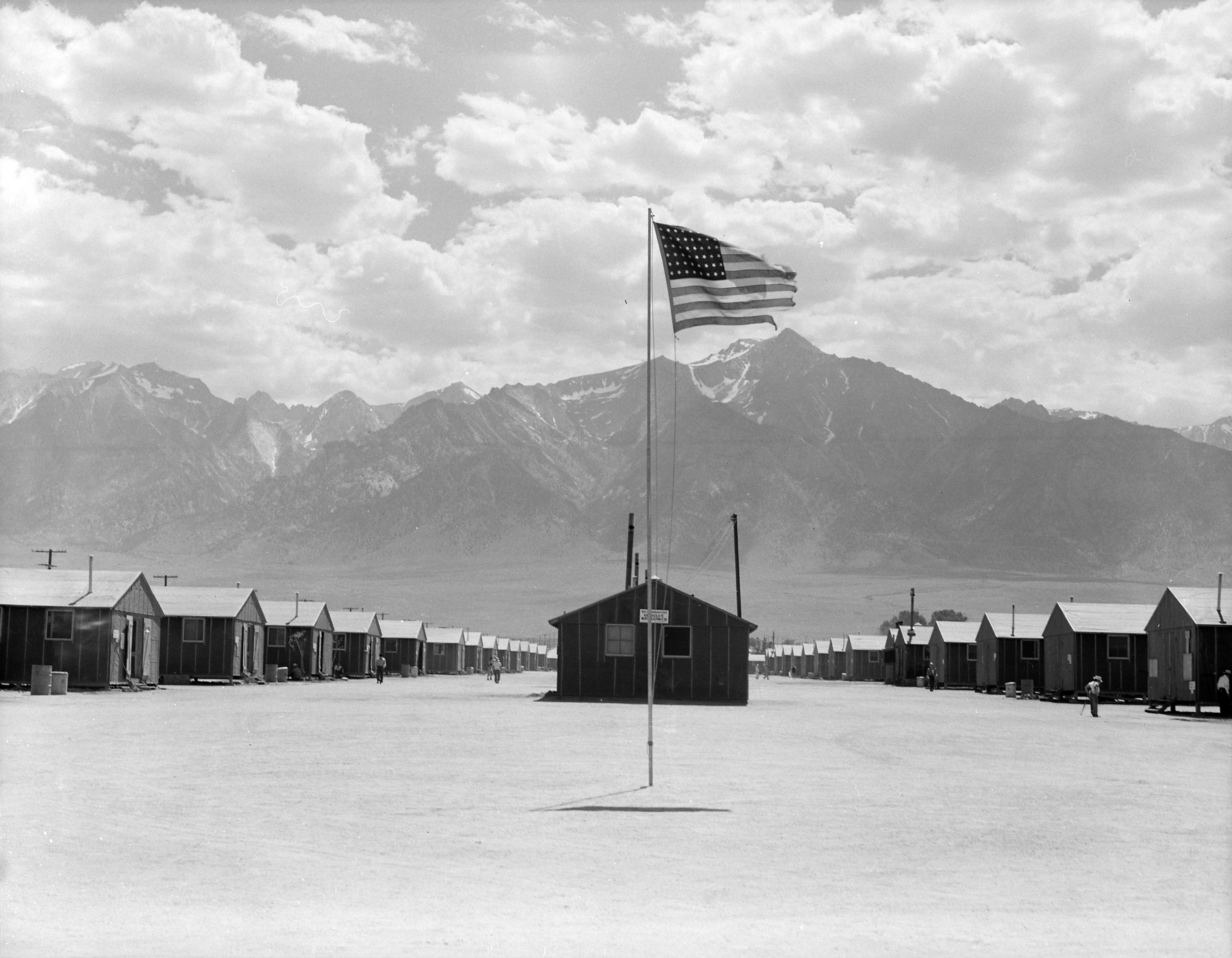
マンザナー強制収容所

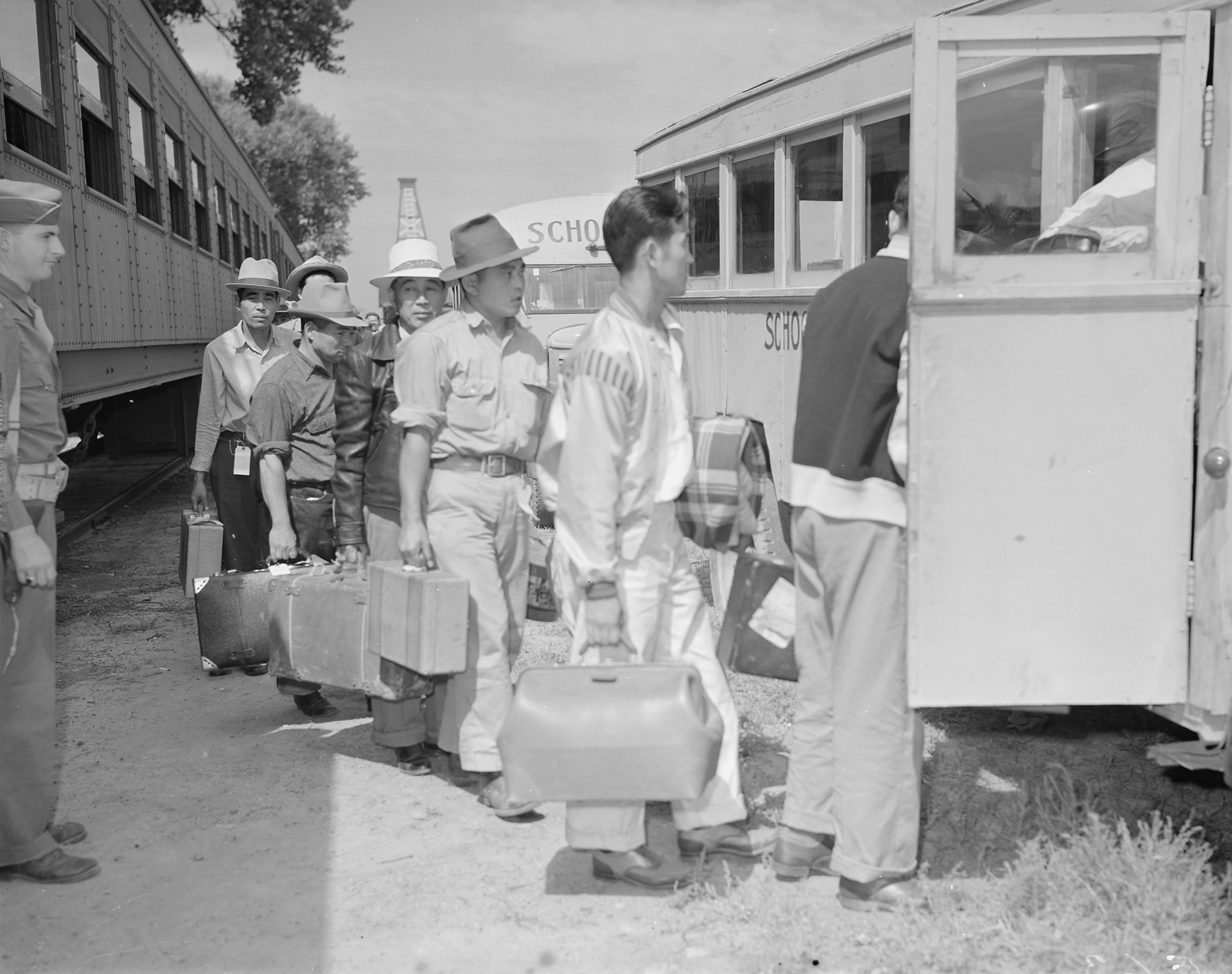
強制収容される日系アメリカ人

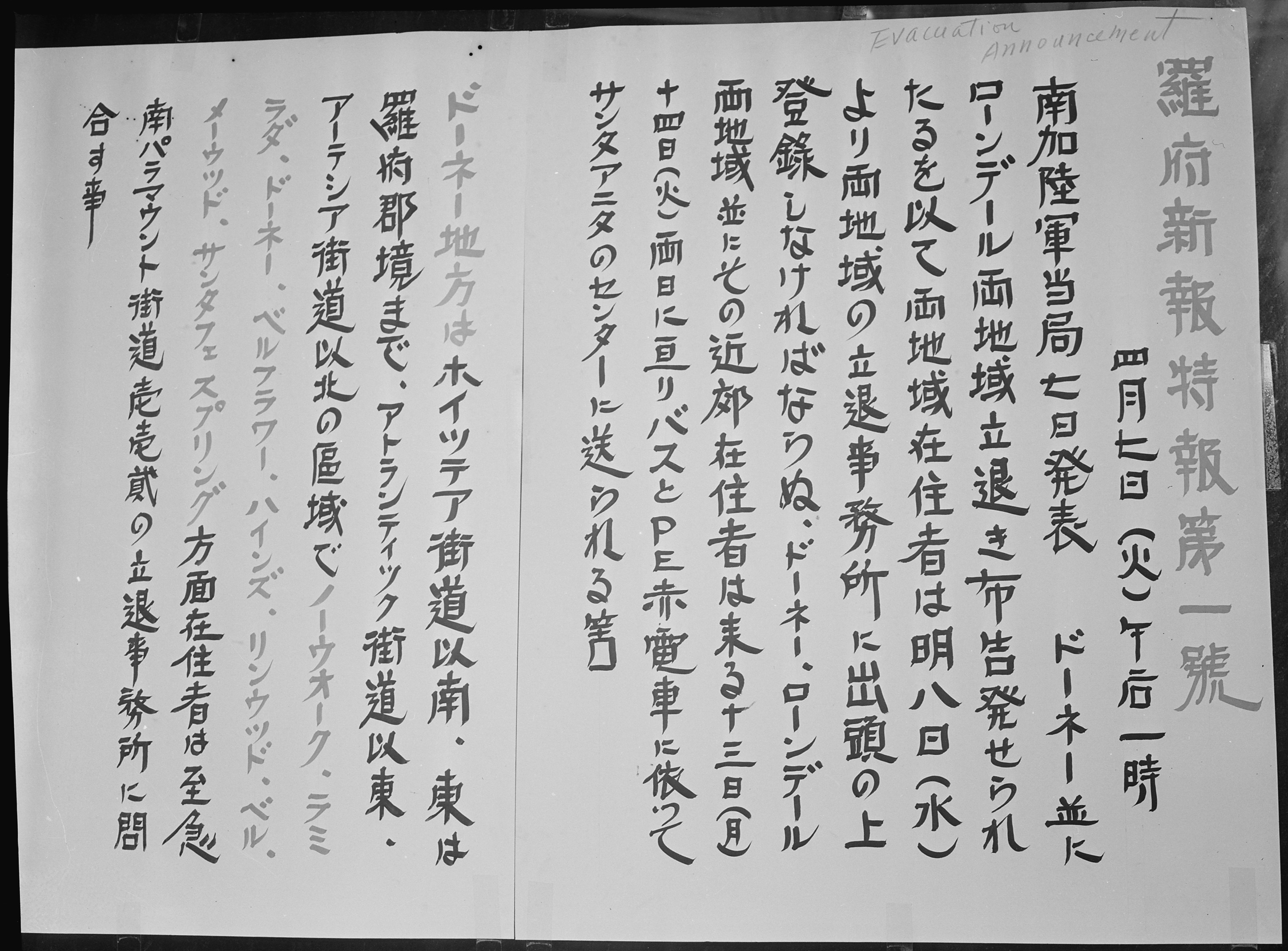
アメリカ軍により発せられた強制立ち退き令を報じる羅府新報。文中の「PE赤電車」はパシフィック電鉄(Pacific Electric)を指す。

日系人の強制収容（にっけいじんのきょうせいしゅうよう、英: Japanese Internment）とは、第二次世界大戦時において連合国、特にアメリカ合衆国やアメリカの影響下にあったペルーやブラジル、メキシコなどのラテンアメリカ諸国、またカナダやオーストラリア、ニュージーランドなどのイギリス連邦において行われた、日系人や日本人移民に対する強制収容所への収監政策で、予防拘禁の一種である。1942年から終戦後の1949年に亘って実施された。

## 起源

### 日系人に対する監視

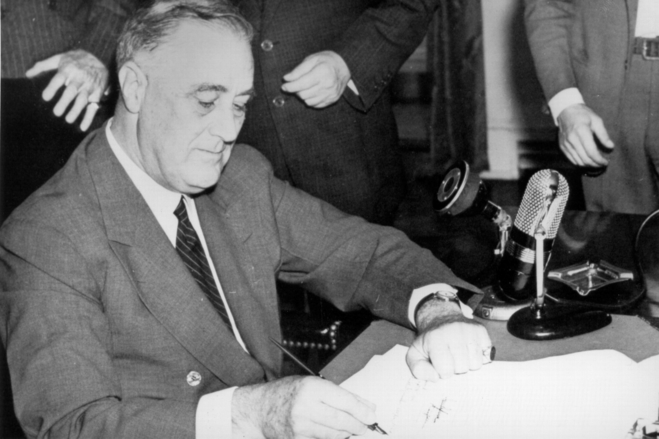
選抜訓練徴兵法案に署名するフランクリン・D・ルーズベルト米大統領（1940年）

フランクリン・D・ルーズベルト大統領は、日系人人口が多いハワイにおける日本側の情報活動に危機感を抱き、1936年8月10日に海軍作戦部長にあてた覚書で「わたしに明確な考えが浮かんだ。日本の船舶と乗組員に接触するオアフ島の日系人の身元を極秘に洗い出し、有事に際して強制収容所に最初に送り込む特別リストに氏名を記載しておくべきだ」と提案している。
その後、1937年7月に行われた日本陸軍による中華民国への軍事行動に対する通商航海条約の継続停止措置や、1940年9月に行われた日独伊三国同盟の締結へのアメリカによる危機感の増大。これに先立っておこなわれた親独政権の統治下にあるフランス領インドシナ北部への日本軍の進駐に対してアメリカが行った、アメリカ国内の日本人資産の凍結と貿易制限が日本と日系アメリカ人に対する厳しい見方に拍車をかけた。
さらに1941年7月に行われたフランス領インドシナ南部への進駐に対して8月1日より行われた、日本へ対する石油の全面禁輸などの措置と、これに反発する日本の世論の沸騰などにより日米間の関係が緊迫度を増した。日米間における開戦が危惧される中、同年11月にアメリカ政府は国内に在住する日系アメリカ人および日本人名簿の作成を完了した。

### 開戦

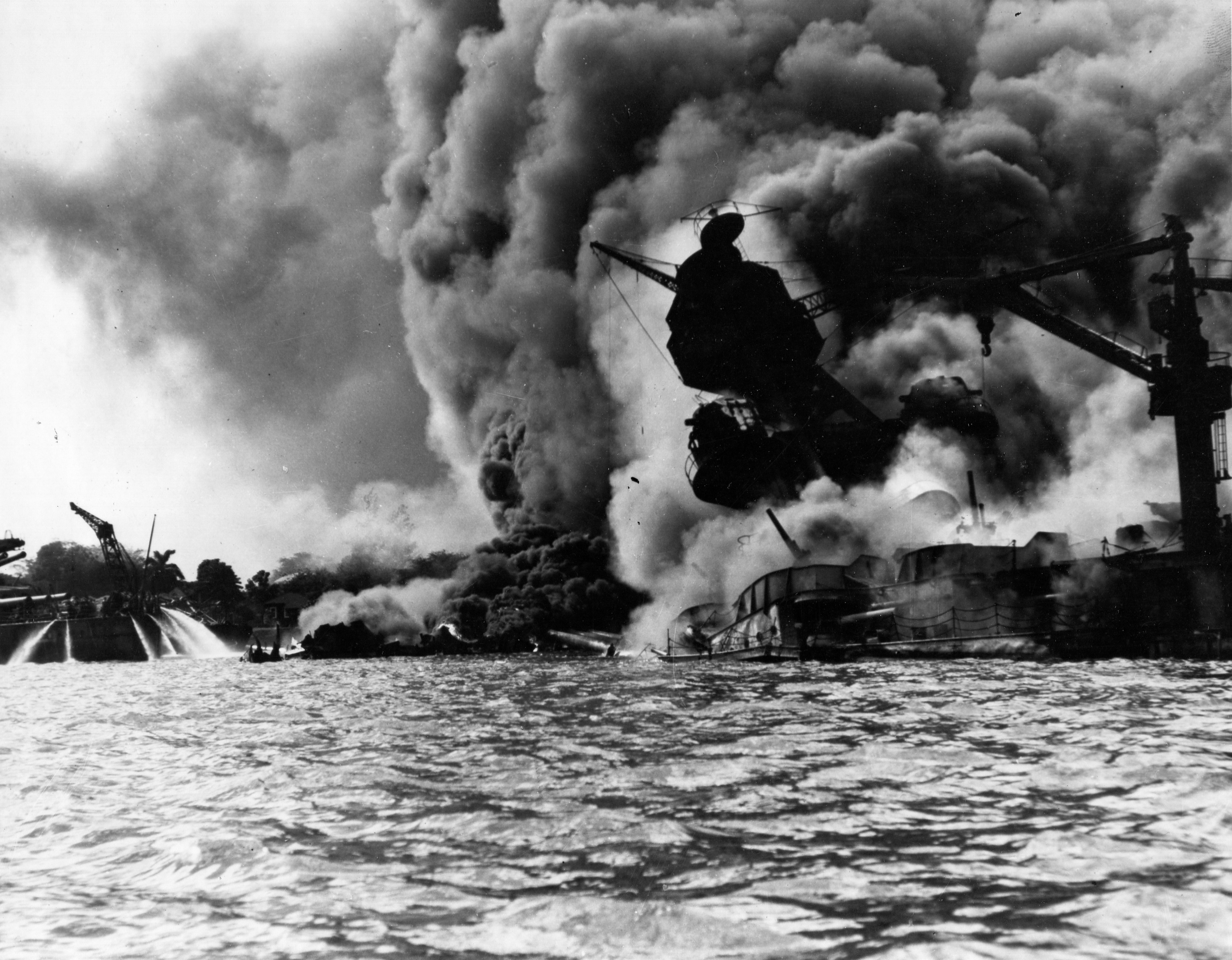
真珠湾攻撃

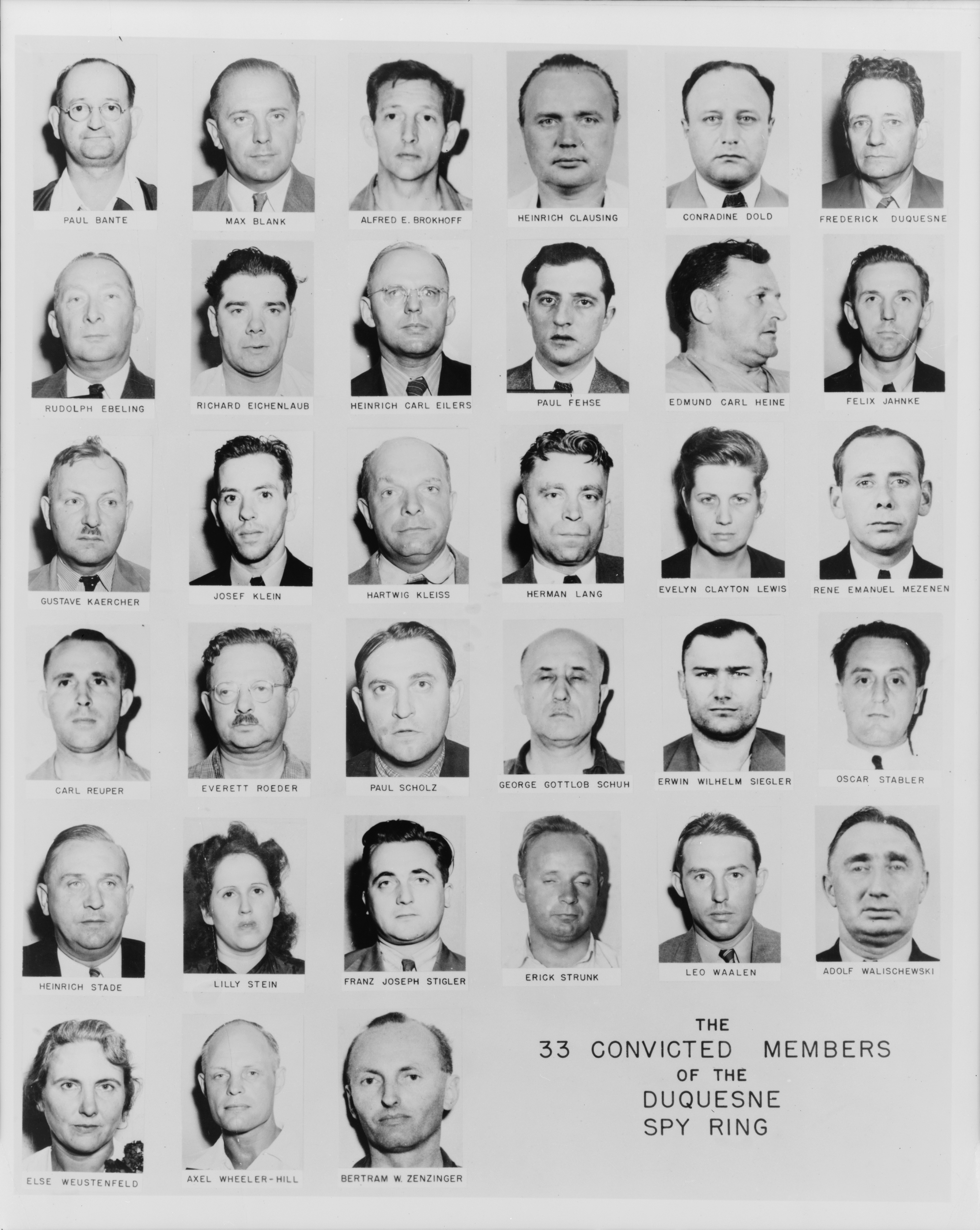
「デュケインのスパイ網」に所属したドイツのスパイ33名の顔写真

その後、12月8日に日本陸軍がイギリス領マレーに侵攻し、真珠湾攻撃をきっかけに、枢軸国と戦争状態に入った。
その後、アメリカ政府はアメリカ本土及び中南米諸国に住む、日系アメリカ人と日本人、ドイツ系アメリカ人とドイツ人、イタリア系アメリカ人とイタリア人に対して「敵性市民」としての監視の目を向けることになった。
なお、開戦前にルーズベルト大統領の命により日系アメリカ人および日本人の忠誠度を調査したカーティス・B・マンソンは「90パーセント以上の日系アメリカ人二世は合衆国に対して忠誠であり、日系人より共産主義者の方が危険である」と報告していた。
スパイ行為などの反米的な行為な事例、もしくはそれを疑わせるような事例は、Uボートによりアメリカ東海岸沿岸やメキシコ湾沿岸からアメリカ国内に送られたスパイ（「デュケインのスパイ網」など）への、ドイツ系アメリカ人による支援に対する疑い など、大戦中を通じてドイツやドイツ系アメリカ人、イタリア系アメリカ人にむしろ多数みられた。
なお日系アメリカ人によるスパイ行為などの反米的な行為は、1941年12月から1945年8月までの第二次世界大戦中はニイハウ島事件以外は皆無であった。

### 強制収容計画の推進

#### 軍統制の模索

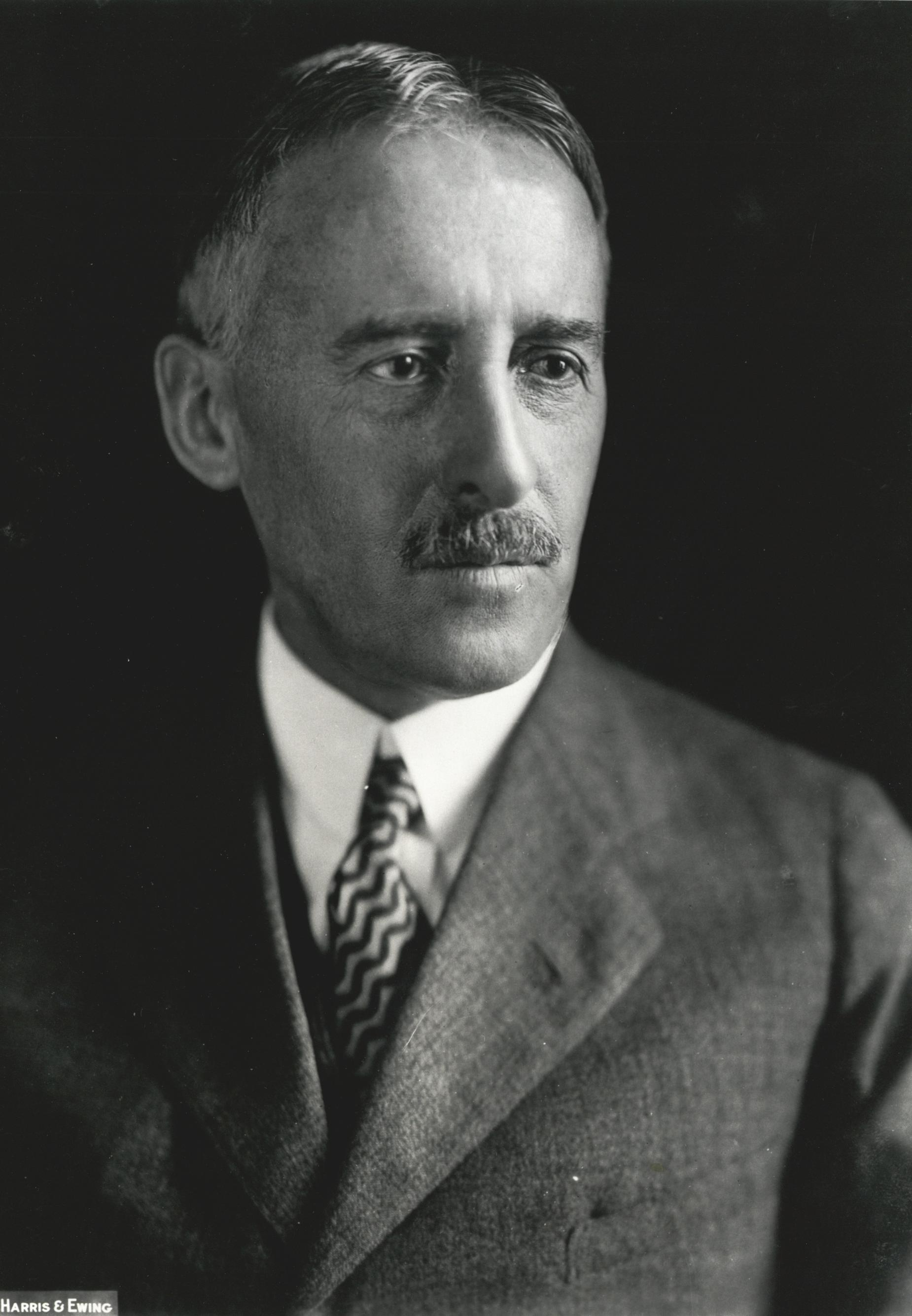
ヘンリー・スティムソン

カリフォルニア州の防衛に責任のあったアメリカ陸軍ジョン・L・ドゥウイット中将やアレン・W・ガリオン憲兵司令長官は、かねてから日本軍の本土進攻に備えた文民統制から軍統制への方法を模索していた。しかし、民間出身であるヘンリー・スティムソン陸軍長官が軍統制に対して興味を示さなかったため、彼らは独自の計画によりカリフォルニア州を含むアメリカ西海岸の軍統制の道を模索していくことになった。
そのような状況下で、日本による真珠湾攻撃とその後の日本軍によるアメリカ本土侵攻が現実味を帯びてきたことを受け、12月30日にフランシス・ビドル法務長官は、日本国籍を持つ日本人移民の家のみならず、少なくとも居住者の1人が「敵性外国人」である日系アメリカ人の家を、令状なしに捜査するという権限を与えたことで、憲法修正4条はもはや適用されない趣旨を提言した。
ガリオン長官率いる陸軍憲兵司令室は、戦時下における文民統制を主張する司法省との競合のなかで、カール・R・ベンディッツェン陸軍少佐を太平洋沿岸州に送り込み、ベンディッツェン少佐を通すことで、ジョージ・マーシャル陸軍参謀総長を無視して「敵性外国人」の「強制収容所（Concentration Camps）」への強制収容を秘密裏に計画することになった。

#### 日系アメリカ人への誹謗

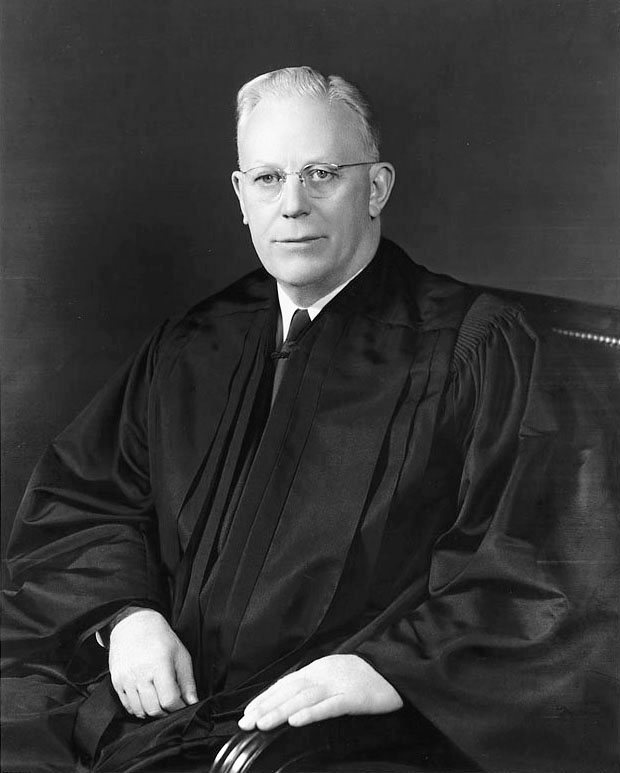
アール・ウォーレン

さらにカリフォルニア州知事カルバート・オルソンは、「日系アメリカ人はアメリカの価値観や伝統になじもうとせず、受け入れようともしない。」と発言し、さらにカリフォルニア州のアール・ウォーレン司法長官は「日系アメリカ人がまだ破壊活動を行わないのは、攻撃開始予定時間を待っているからだ。」と主張した。
ドゥウイット中将はこの頃、「現時点で日系人による破壊行為が行われていないという事実こそが、今後日系人による破壊行為が行われる兆候である」という、ウォーレン司法長官と同様の主張や、「アメリカ国籍を持っていようが持っていまいが、ジャップの（アメリカに対する）忠誠心を信用することはできない」というような人種差別的表現まで使った主張をし、軍統制や日系アメリカ人の強制収容を正当化しようとした。しかし当時のアメリカでは、このような主張に対しての批判や反論を行うものは少なかった。
しかし、FBI長官のエドガー・フーバーは、日系人の強制収容には「スパイと思しき者たちは、真珠湾攻撃の直後にFBIが既に拘束している」として反対している。

#### 日本軍本土上陸への恐怖
なお、日本海軍による開戦当初の進撃と、連合国軍の度重なる敗退を受けて、1941年12月から1942年の秋にかけては連合艦隊によるアメリカ本土砲撃やアメリカ本土空襲と、それに続くアメリカ本土への侵攻計画は当時「可能性が非常に高い」と分析されていた。
実際に開戦直後にルーズベルト大統領は日本軍によるアメリカ本土への上陸を危惧し、陸軍上層部に上陸時での阻止を打診するものの、それに対して陸軍上層部は「大規模な日本軍の上陸は避けられない」として、日本軍を上陸後ロッキー山脈で、もしそれに失敗した場合は中西部のシカゴで阻止することを検討していた（なお、実際に開戦後数週間の間、アメリカ西海岸では日本軍の上陸や空襲を伝える誤報が陸軍当局に度々報告されていた。）。

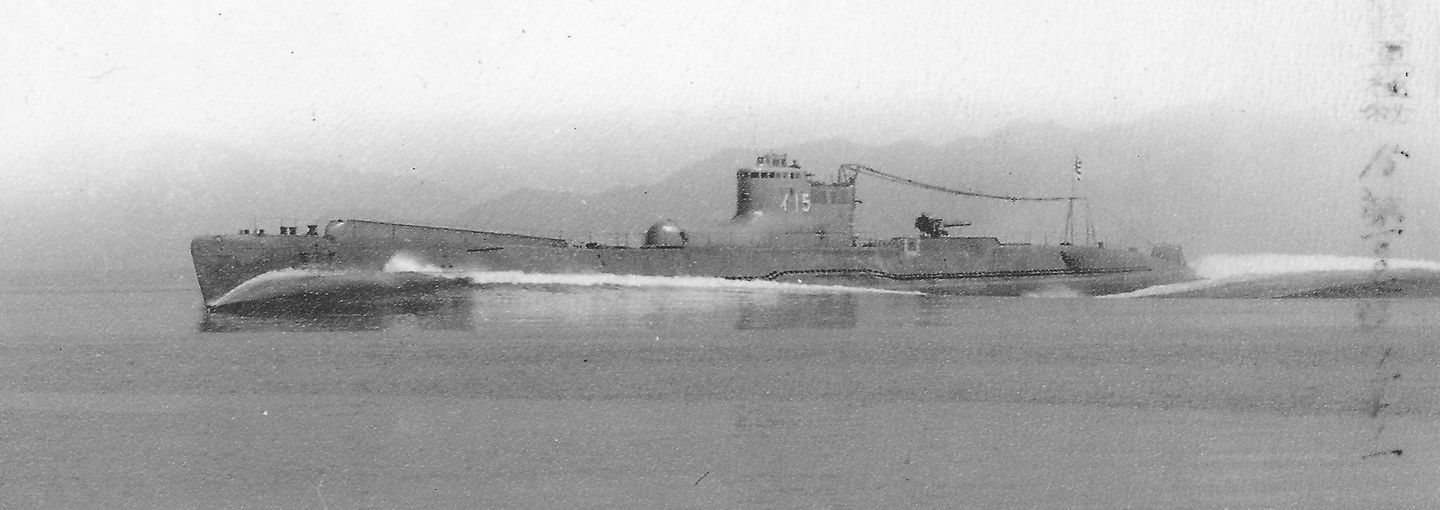
アメリカ本土を砲撃した巡潜乙型潜水艦（写真は伊号第一五潜水艦）

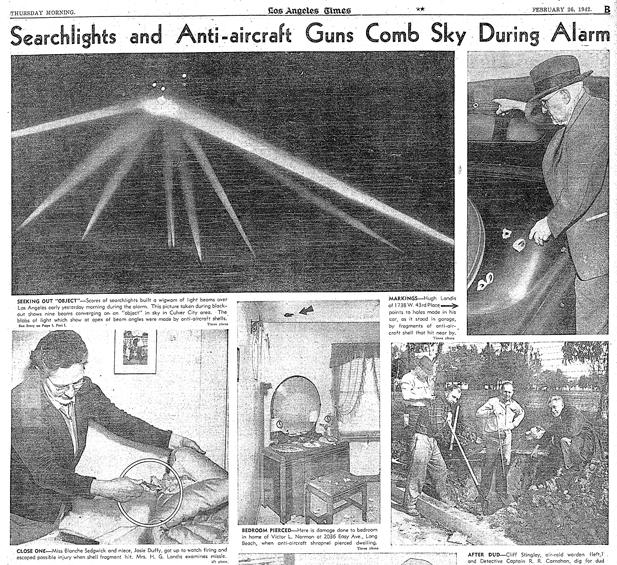
「ロサンゼルスの戦い」を報じるロサンゼルスタイムズ紙

開戦後、サンフランシスコやロングビーチ、サンディエゴ等の西海岸の主要な港湾においては、日本海軍機動部隊の襲来や陸軍部隊の上陸作戦の実行を恐れて、陸海軍の主導で潜水艦の侵入を阻止するネットや機雷の敷設を行った他、その他の西海岸の都市でも爆撃を恐れ、防空壕を作り、灯火管制を行い映画館やナイトクラブの夜間の営業停止、防毒マスクの市民への配布などを行っていた。さらには空襲を恐れて学童疎開も検討された。
事実、1941年12月の開戦以降、日本海軍の乙型潜水艦9隻がアメリカ西海岸沿岸で通商破壊作戦に従事し、アメリカやカナダの輸送船に魚雷攻撃や砲撃を加え、エミディオ号をはじめ10数隻に撃沈、擱座、制御不能などの多数の損害を与えた。またクリスマス・イヴには、北太平洋で作戦活動に従事していた日本海軍の艦艇10隻程度によるサンフランシスコへの砲撃が予定されていたが、日本海軍司令部が「クリスマス位は静かに送らせてやれ」という態度を取ったために、最終的に中止するに至った（なお中止の理由には諸説ある）。
大都市部のロサンゼルスやサンフランシスコへの砲撃こそ行われなかったものの、1942年2月24日には、カリフォルニア州サンタバーバラ近郊の海岸沿いにあったエルウッド石油製油所を日本海軍の乙型潜水艦「伊号第一七潜水艦」が砲撃し施設を破壊し、帰途にタンカー1隻と輸送船1隻を撃沈したほか、翌日には、ロサンゼルス近郊においてアメリカ陸軍が、日本軍の航空機の襲来を誤認し多数の対空射撃をおこなった「ロサンゼルスの戦い」が発生した。
この事件に関してアメリカ海軍は「日本軍の航空機が進入した事実は無かった。」と発表したが、一般市民は「日本軍の真珠湾攻撃は怠慢なアメリカ海軍の失態」であり、過剰なほどの陸軍の対応を支持するほどであった。
また、当初は軍統制に興味を示さなかったスティムソンは、日本海軍による太平洋沿岸部への空襲を「戦争開始後一ヶ月の間に行われる可能性は高い、そして日系人がそれに重要な手助けをする危険性は払拭できない。」と証言し、西海岸区域の軍統制を後押しした。

### 「大統領令9066号」への署名

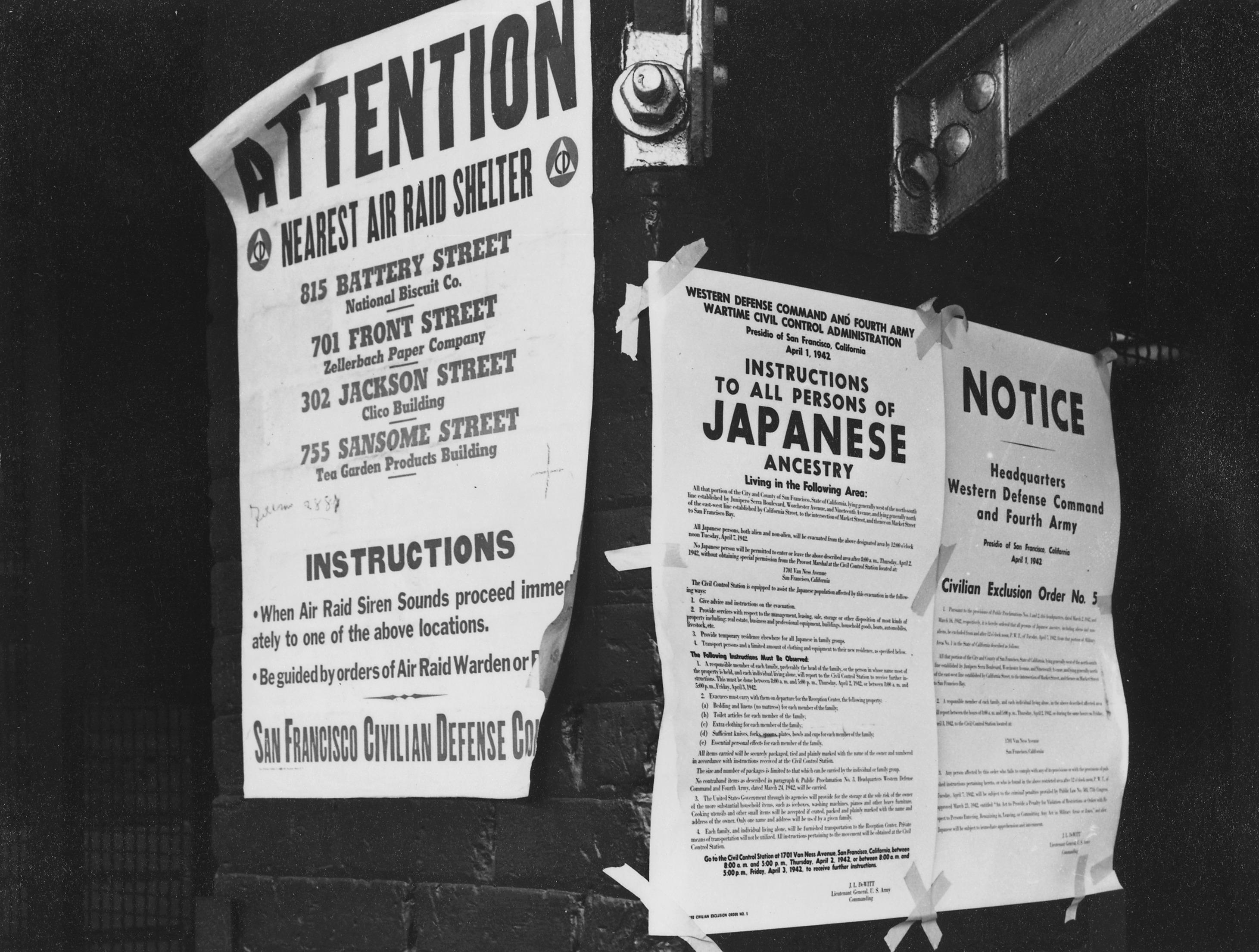
サンフランシスコ市内に張り出された日本海軍機による空襲時のシェルターへの避難案内と日系アメリカ人に対する強制退去命令

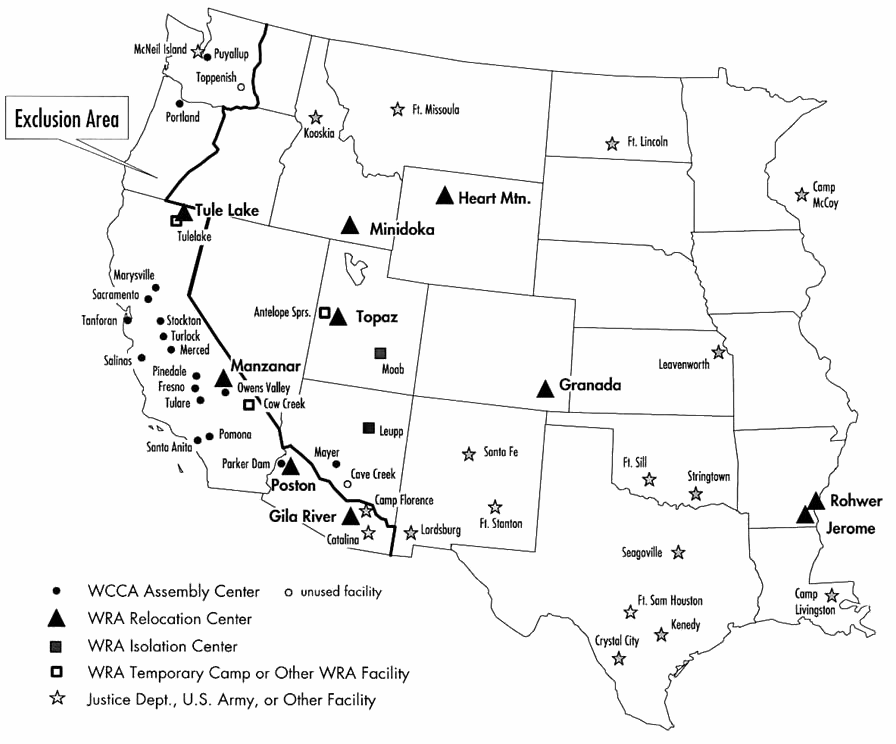
日系アメリカ人に対する強制退去命令が出されたアメリカ西海岸地域（「Exclusion area」と書かれている太線の左側。星印などは強制収容所などの関連施設）

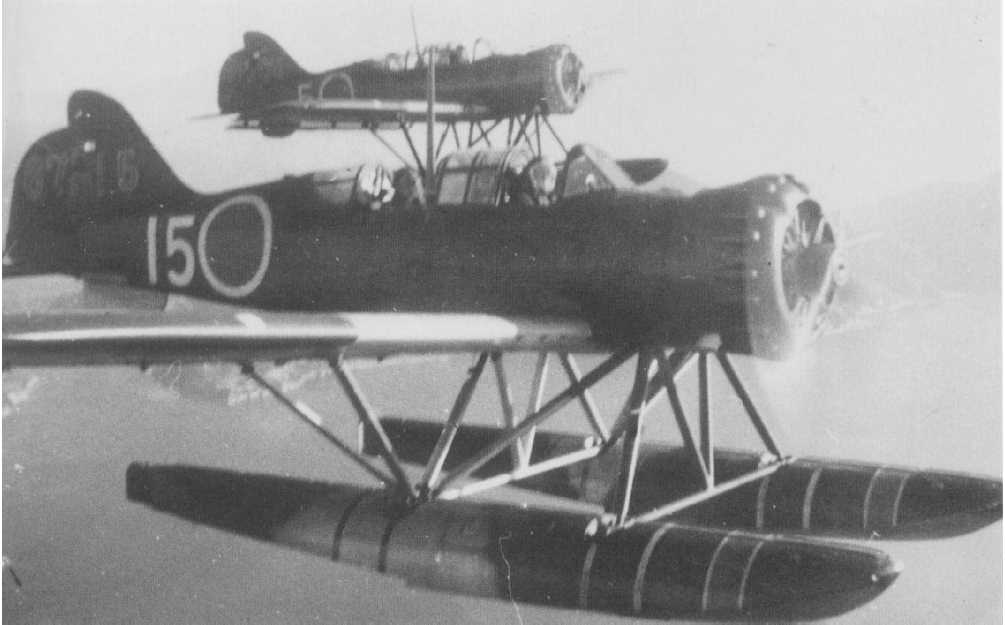
アメリカ本土空襲を行った零式小型水上偵察機

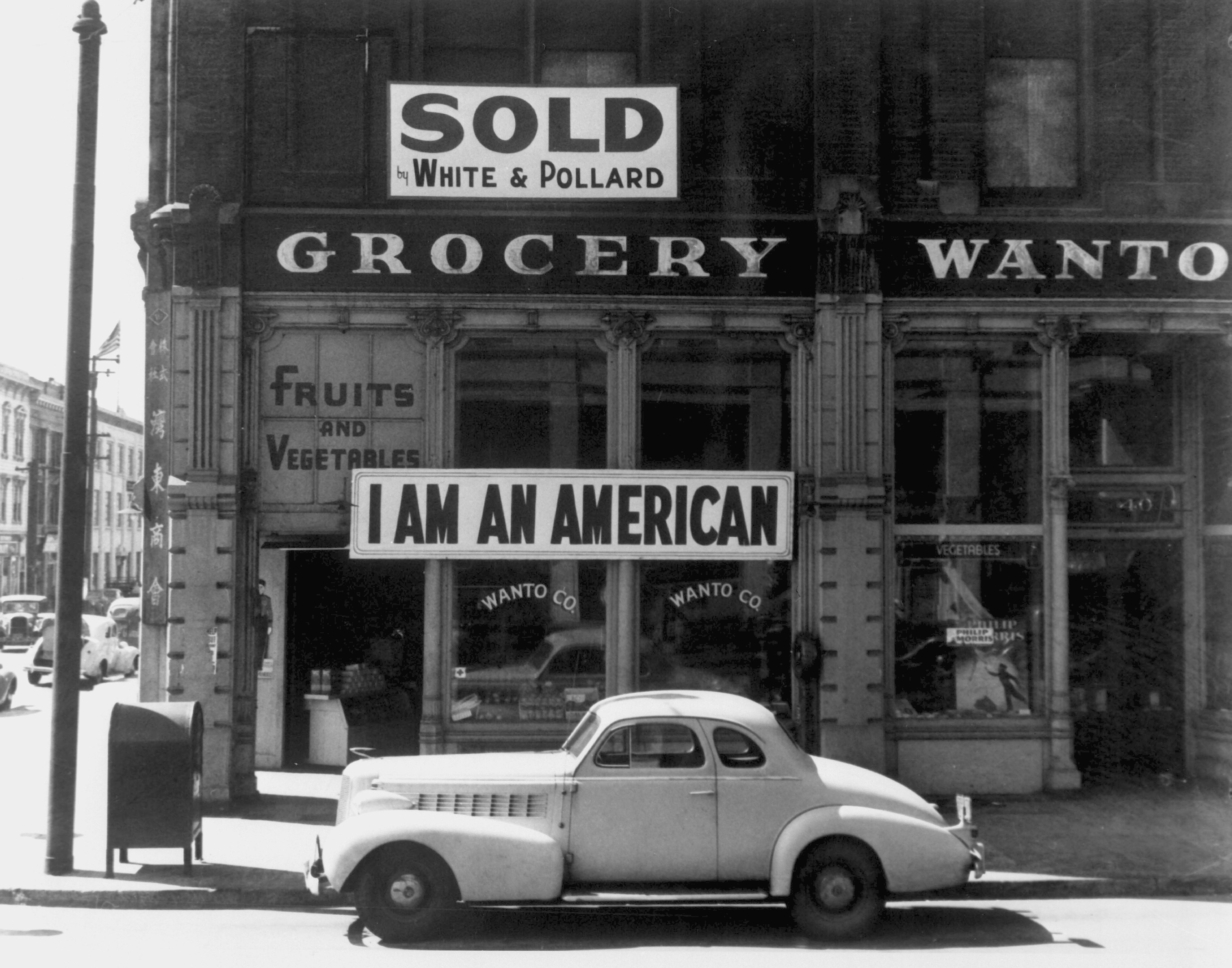
サンフランシスコ市内の日系人が経営する商店に張り出された「私はアメリカ人だ」と書かれた看板（1942年3月）

その後も、連合国軍が敗退の一途をたどっただけでなく、同月には日本海軍艦艇によってバンクーバー島のカナダ軍施設に対する砲撃が行われた負傷者を出した他、上記のような西海岸沿岸におけるアメリカやカナダ船舶に対する、度重なる日本海軍の潜水艦による攻撃などもあり、その後も変わらず「日本軍によるアメリカ本土上陸が近い」「日本軍による空襲が行われる」と噂され、政府上層部がその対応に追われるなど、アメリカ人の反日感情はピークに達していた。これらの流れに勢いづいた陸軍省は、西海岸地域一帯における軍統制を実現するためにまず司法省を説き伏せようと、様々な手を使って司法省とホワイトハウスに働きかけた。また、このような働きかけに対して、戦時下という非常時におかれていた司法省も、法の理念を守り通すことができなかった。
こうして、1942年2月19日にルーズベルト大統領は、「大統領令9066号」に署名を行い、「軍が必要がある場合、国防上強制的に『外国人』を隔離する」ことを承認した。

### マジック情報
デイヴィッド・ロウマンアメリカ国家安全保障局特別顧問は自著で日本政府が使用していた「パープル暗号」を解読して得た情報（マジック情報）がアメリカ日系人を強制収容する必要性の証拠となったとした。このマジック情報の中に、「日系アメリカ人などを本土上陸後にスパイとして使う」などの作戦が情報として含まれていたとの説が有力である。しかし、多数の日系人を起訴すれば証拠としてマジック情報を公開する事になり、それにより日本が暗号が破られている事に気付く事を恐れたルーズベルト大統領は、大統領令9066号に署名し証拠を提示せずにアメリカ日系人を強制収容する策を選んだのだと結論づけた。
しかし実際には、「パープル暗号」にそのような情報が含まれていたかは証明されていない。

### 日系人に対する差別的扱い

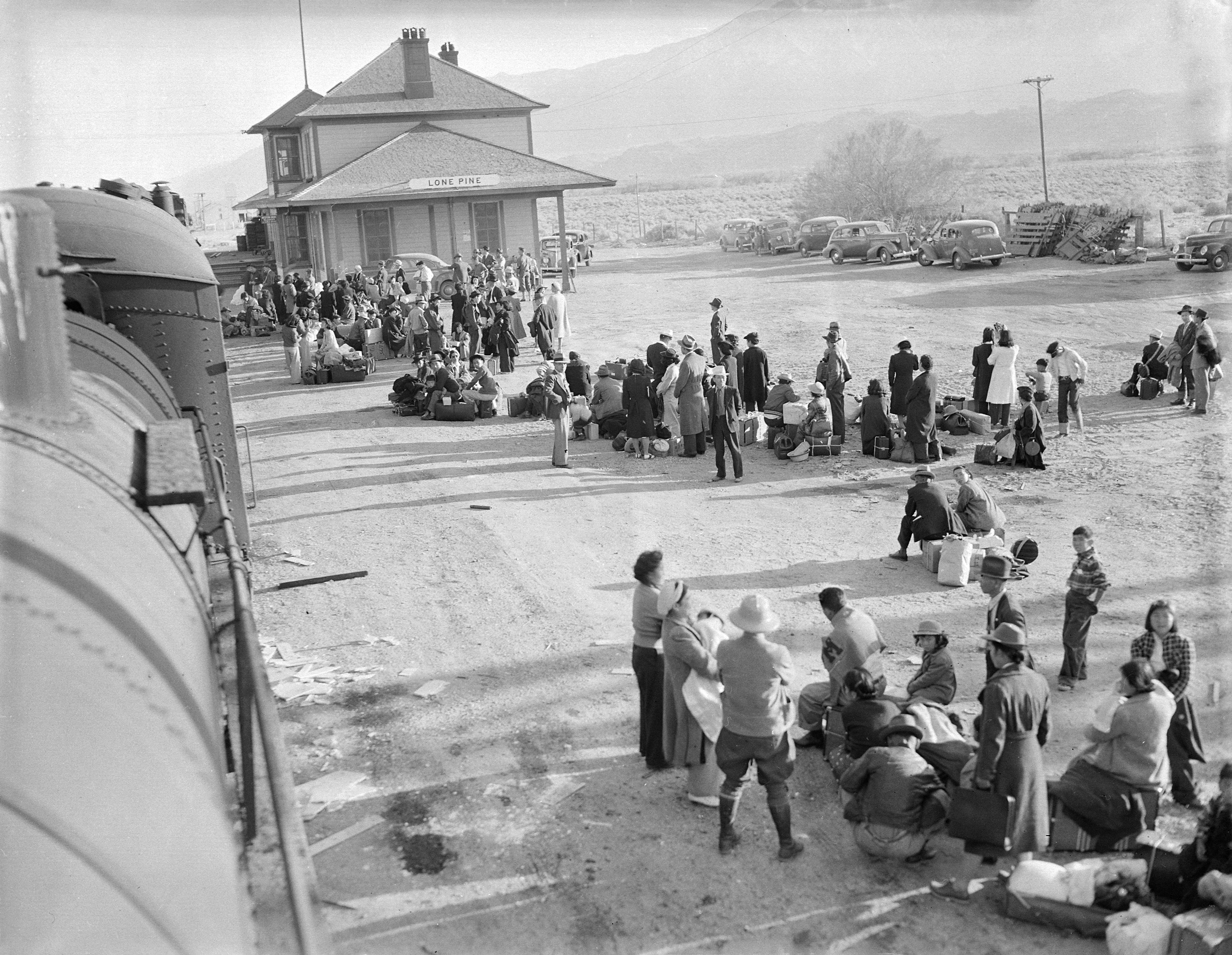
カリフォルニア州から着の身着のままで収容される日系アメリカ人

なお、この法令は「すべての敵性外国人に向けたもの」であるとされ、実際に施行当初においてアメリカ国内で一時的に強制収容された半数近くは、日米間の開戦直後にアメリカに対して宣戦布告を行ったドイツやイタリア系の移民とその子孫であった。
さらにアメリカが経済的・政治的に大きな影響を持っていたメキシコやペルー、コロンビアなどの中南米諸国でも、アメリカ政府からの圧力を受けて、日系人のみならず、ドイツ系やイタリア系のユダヤ系を含む移民とその子孫が一時的に強制収容された。
しかしアメリカ国内においては、この行政令が、カリフォルニア州やワシントン州、オレゴン州とアリゾナ州南部のアメリカ西海岸沿岸4州に住み、市民権が与えられない（あるいは剥奪された）日本人、そしてアメリカ国籍を持つ移民一世と、その子孫で日本人の血が16分の1以上混ざっている日系アメリカ人、つまり日本にルーツを持つだけで、明らかにアメリカ国民であるものを含む者約12万人の強制立ち退きと「戦時転住センター」への強制収容に発展した。なお強制収容されたのは、日系アメリカ人が3分の2、日本国籍者が3分の1であった。
また、上記のエリアに住む商店主や農業、学生から僧侶までの職業を問わず、また上記のエリア在住の従軍中の日系人は収容こそされなかったが、強制除隊され敵性外国人とみなされたり、軍隊内で差別を受けることもあった。対象エリア以外に住む者も、日本人や日系アメリカ人を問わず厳しい人種差別を受けた。

### アメリカ本土攻撃
その後、日本海軍の乙型大型潜水艦による、1942年2月のカリフォルニア州南部のサンタバーバラ市近郊の製油所やカナダ沿岸に対する砲撃や、6月にはアラスカのアッツ島に日本軍が上陸し占領に成功、ダッチハーバーのアメリカ軍基地に空襲を加えた。また日本海軍によりカナダからカリフォルニアの西海岸沿岸において通商破壊戦が繰り広げられたほか、9月の伊号第二五潜水艦の搭載機零式小型水上偵察機によるオレゴン州へのアメリカ本土空襲がおこなわれた。
また、ドイツ海軍の潜水艦により同時期に行われていたアメリカ東海岸沿岸やメキシコ湾における連合国の民間船に対する通商破壊作戦、さらにドイツ軍のスパイによるアメリカ国内におけるテロなどの破壊行為が多数行われ、多くの被害や犠牲者が出ていた。
しかし、ドイツ系やイタリア系アメリカ人、在米ドイツ人やイタリア人の収容者は短期間で釈放された が、日系アメリカ人および在米日本人の収容は長期におよび、不動産や自動車などの私有財産を含む全ての財産の放棄や売却を余儀なくされた(なお、例外的な出来事ではあるが、本土にも強制収容に抵抗して日系人住人を守った自治体があった)。

### 日本人外交官、駐在員への扱い
なお、開戦後に日系アメリカ人や日本人移民と同じくアメリカ当局によって抑留された、アメリカと中南米諸国に在留、駐在していた外交官や大企業の駐在員、宗教関係者や留学生などの一時滞在の日本人は、その後強制収容の対象とはならず、アメリカ内陸部の保養地などに抑留され、（家庭の事情などでアメリカへの残留を望んだ者を除いては）その後1942年から1943年にかけて2回にわたり日米間で運行された戦時交換船により帰国させられた。
この際、同じくフィリピンやマレー半島、東インドなどの、日本軍占領下の地域、及びタイや満州国などの日本の同盟国に在留、駐在していたアメリカ人外交官や企業駐在員、留学生も、同じく交換船によりアメリカに帰国した。
なお日本では、抑留、逮捕される外国籍の民間人は45歳以上の男子に限り、女性や子供は対象外であったが、1942年9月以降方針が変わり、修道女や教師などの女性独身者と、宣教師や教師などの男性高齢者は抑留された。これはアメリカが日本人を男女問わず抑留したためであった。

## 強制収容の実施

### 日系アメリカ人と日本人移民

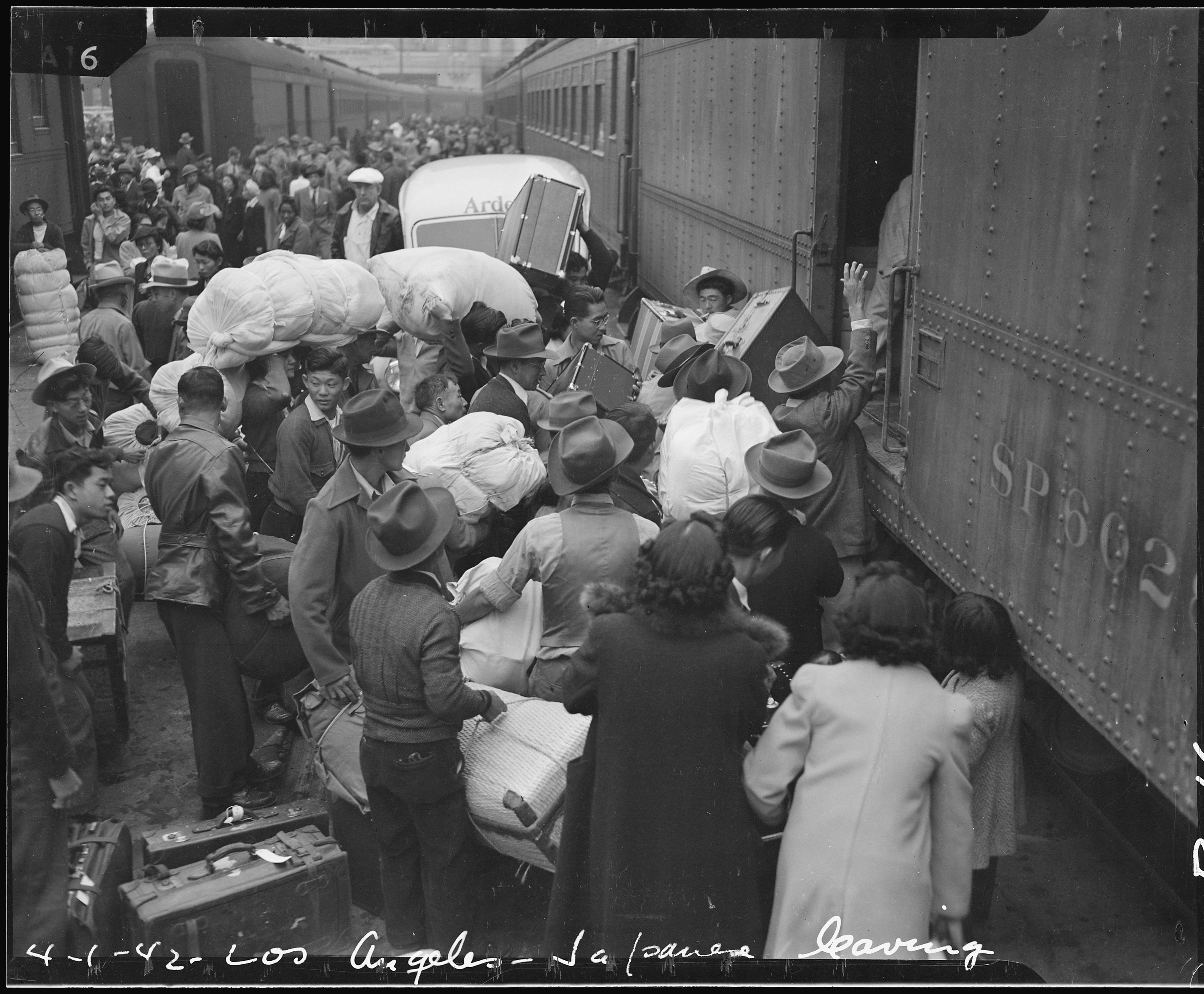
ロサンゼルスからマンザナー収容所へ向かう電車に乗り込む日系人達

大統領令9066号が発令された後の1942年2月下旬から、カリフォルニア州やワシントン州、オレゴン州とアリゾナ州、そして準州のハワイからは一部の日系アメリカ人と日本人移民約120,000人が強制的に完全な立ち退きを命ぜられた。
最終的に同年3月29日をもって対象地域に住む日系人に対し移動禁止命令が下り、それ以前に自ら立ち退いた一部の人間を除く多くの日系人は、地元警察とFBI、そしてアメリカ陸軍による強制執行により家を追い立てられ、戦時転住局によって砂漠地帯や人里から離れた荒地に作られた「戦時転住所」と呼ばれる全米10ヶ所の強制収容所に順次入れられることになった。
しかし、強制収容所の建設工事が間に合わなかったため、一部の人は一時的に16ヶ所に設けられた「集結センター」に収容されたが、その内のいくつかは体育館や競馬場の馬舎（本項冒頭に掲載の羅府新報に記載されているサンタアニタパーク競馬場もその一つ）であった。なお、収容者のほぼ3分の2はアメリカで生れ育った日系アメリカ人だった。
議会ではアメリカ本土の議員（準州であるハワイからの議員はいなかった。）から全てのハワイ諸島在住の日系人と日本人移民の強制収容を支持する声も挙がったが、ハワイでは約1000人以上の日系人と日本人移民、約100人のドイツ系アメリカ人とイタリア系アメリカ人が、アメリカ本土もしくはハワイの8箇所に設置された強制収容所に送られるに留まった。
ハワイでは既に戒厳が宣告されており、スパイ行為や破壊行為の抑止は十分できると考えられた為、ハワイ諸島在住の日系人と日本人移民の大部分は強制収容を免れた。また、ハワイ諸島には、1940年米国国勢調査の時点で全住民の約37.3%に相当する15万7905人の日系人（うち「ネイティブ」即ちハワイもしくはアメリカ国内で生まれた者、もしくはアメリカ以外で生まれたが、親がアメリカ国籍を持っていた者が12万552人と約76.3%を占めた）が住むなど、日系人があまりにも多く、社会生活が成り立たなくなると同時に膨大な経費と土地を必要とすることになるため、強制収容するには現実的に無理があった。

### 南米諸国の日系人と日本人移民

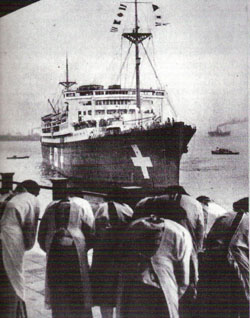
戦時交換船（第1次日英交換船の鎌倉丸）

日米間における開戦当時、ペルーやブラジル、メキシコやコロンビアなどのラテンアメリカ諸国の殆どはアメリカの強い政治、経済、さらに軍事的影響下にあり（モンロー主義）、その殆どが1942年に入ると連合国として参戦するか、もしくは参戦はしないものの連合国よりの政策を取っていた。
そのような中で1942年4月18日に、ペルーの首都・リマのアメリカ大使館からジョン・K・エマーソン書記官（後の駐日アメリカ合衆国公使）が国務省あてに「ペルーの日系人が危険である。」と報告した。
このような報告を受けて1942年12月から1945年にかけてこれらの中南米諸国家に対して出された、日系人及び日本人移民のアメリカへまたは現地の強制収容要請により、ペルーやボリビアなどの中南米13カ国で、アメリカ合衆国大使館が「日系人社会に影響力がある。」という戦争とは関係のない理由で指定する日系人及び日本人移民を現地の国家の警察の協力によって逮捕し、アメリカ海軍の艦艇でアメリカに連行された。「正規の入国手続きを経ていない不法入国」を理由に逮捕し、テキサス州クリスタルシティの移民労働者用のキャンプに強制収容された。一部についてはアメリカ軍兵士の捕虜と交換船により交換された。
また、ブラジルではタカ派のジェトゥリオ・ドルネレス・ヴァルガス大統領の独裁体制下で、「ブラジル文化に同化しない」と評された日系ブラジル人に対する弾圧が1930年代を通して進み、アメリカ合衆国の上述のような姿勢と相まって、戦中の日系ブラジル人は非常に厳しい立場に立たされた。
最終的にアメリカ政府は、メキシコとカナダ、南アメリカ諸国に住むのべ13カ国に住む2264人の日系人及び日本人移民をアメリカ国内の強制収容所に強制連行し、そのうち1771人(80%)はペルー移民及びその日系子孫のペルー人であった。

## 強制収容所

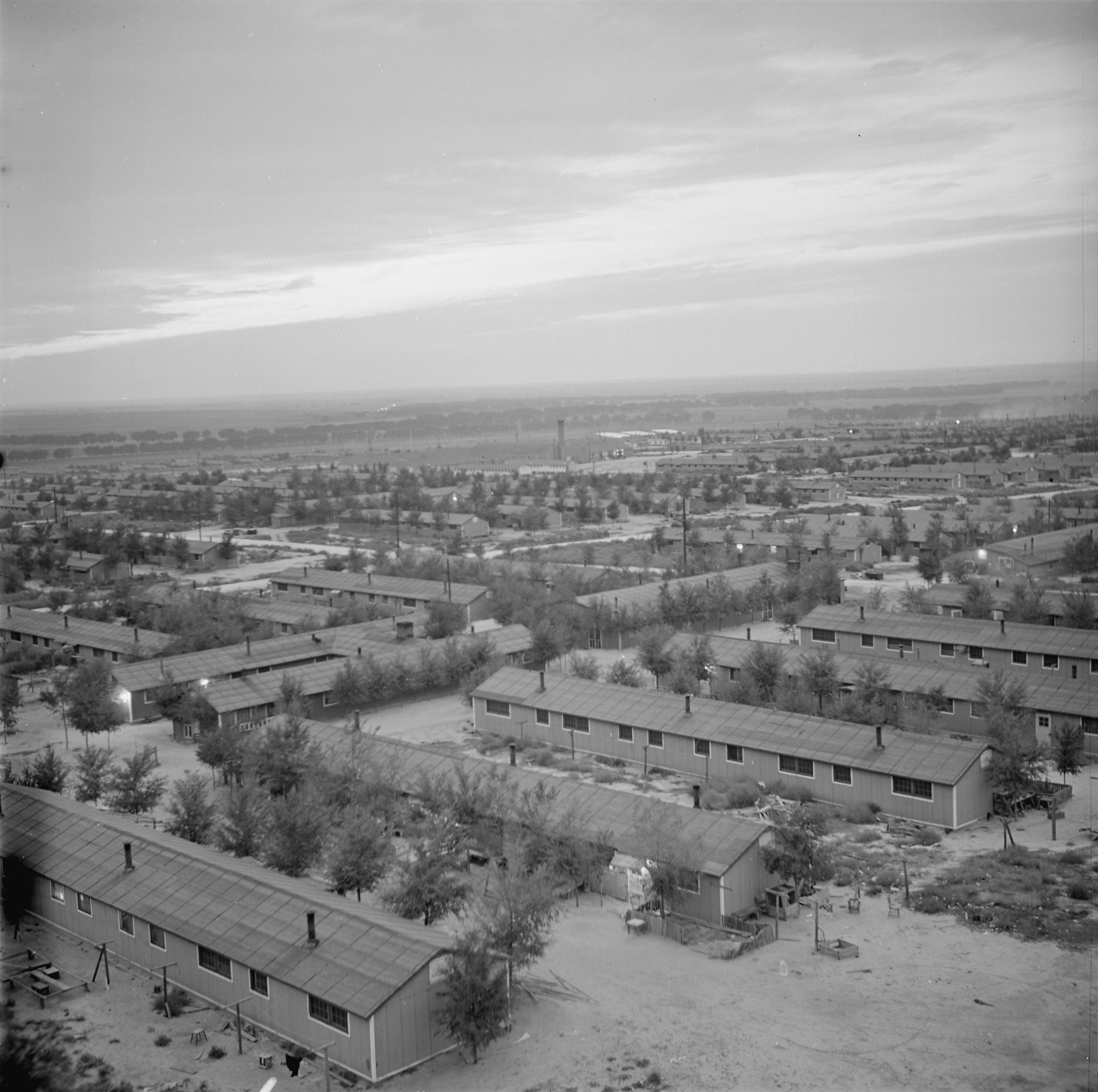
アマチ強制収容所

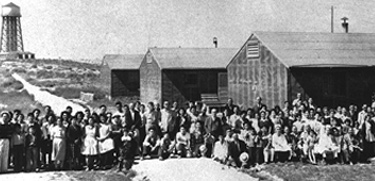
ミニドカ強制収容所

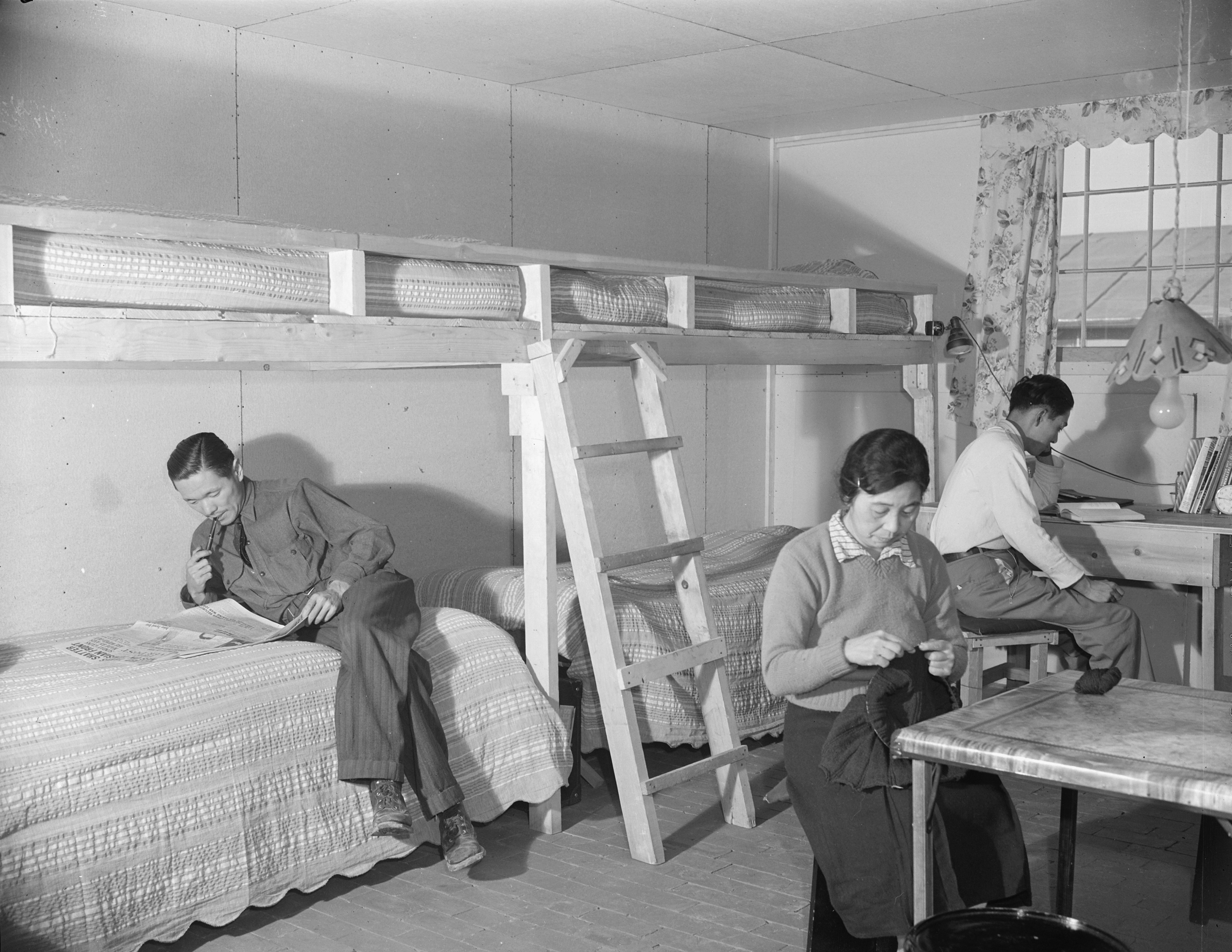
アマチ強制収容所の住居内

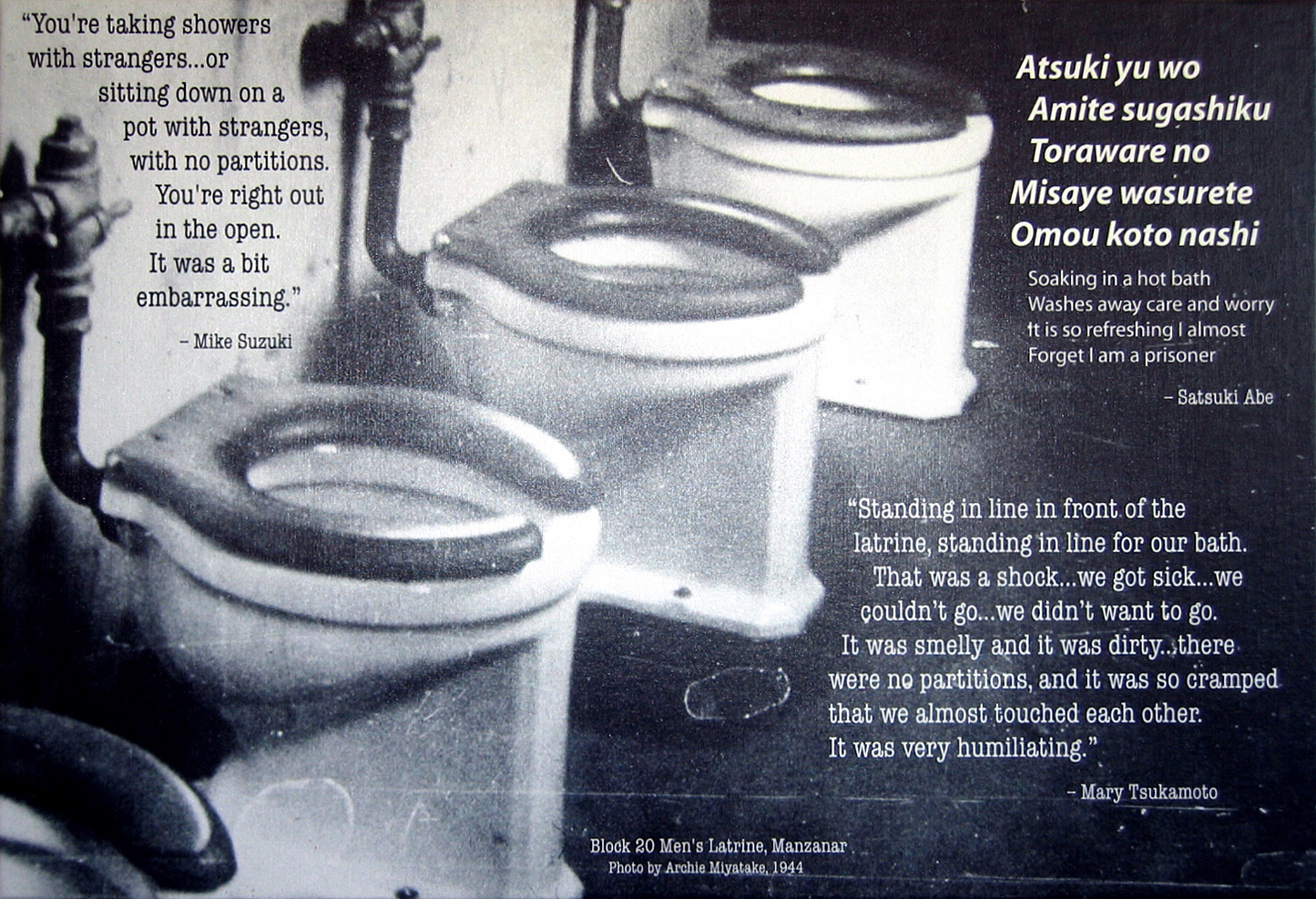
マンザナー強制収容所内のトイレ

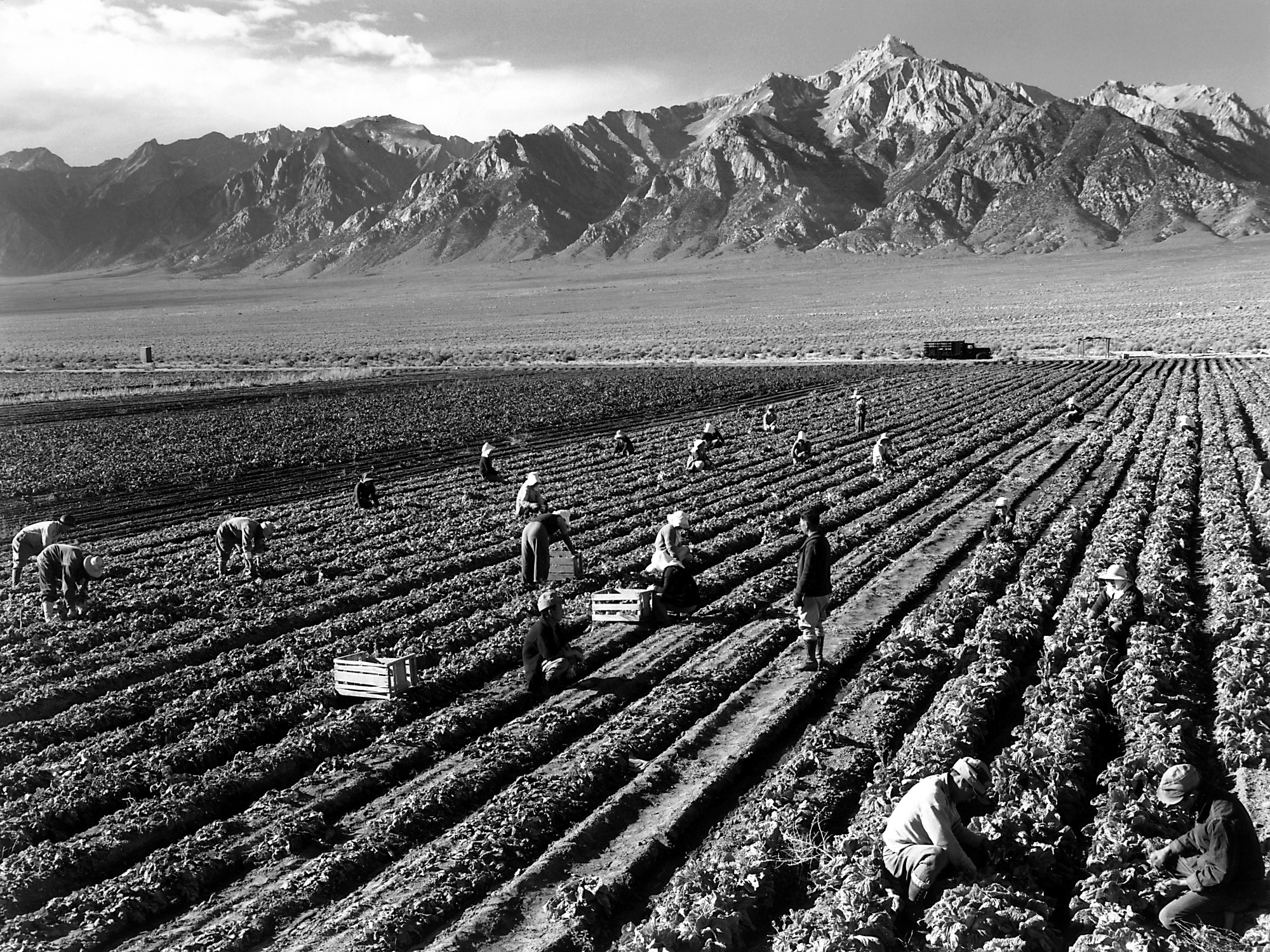
マンザナー強制収容所内の畑

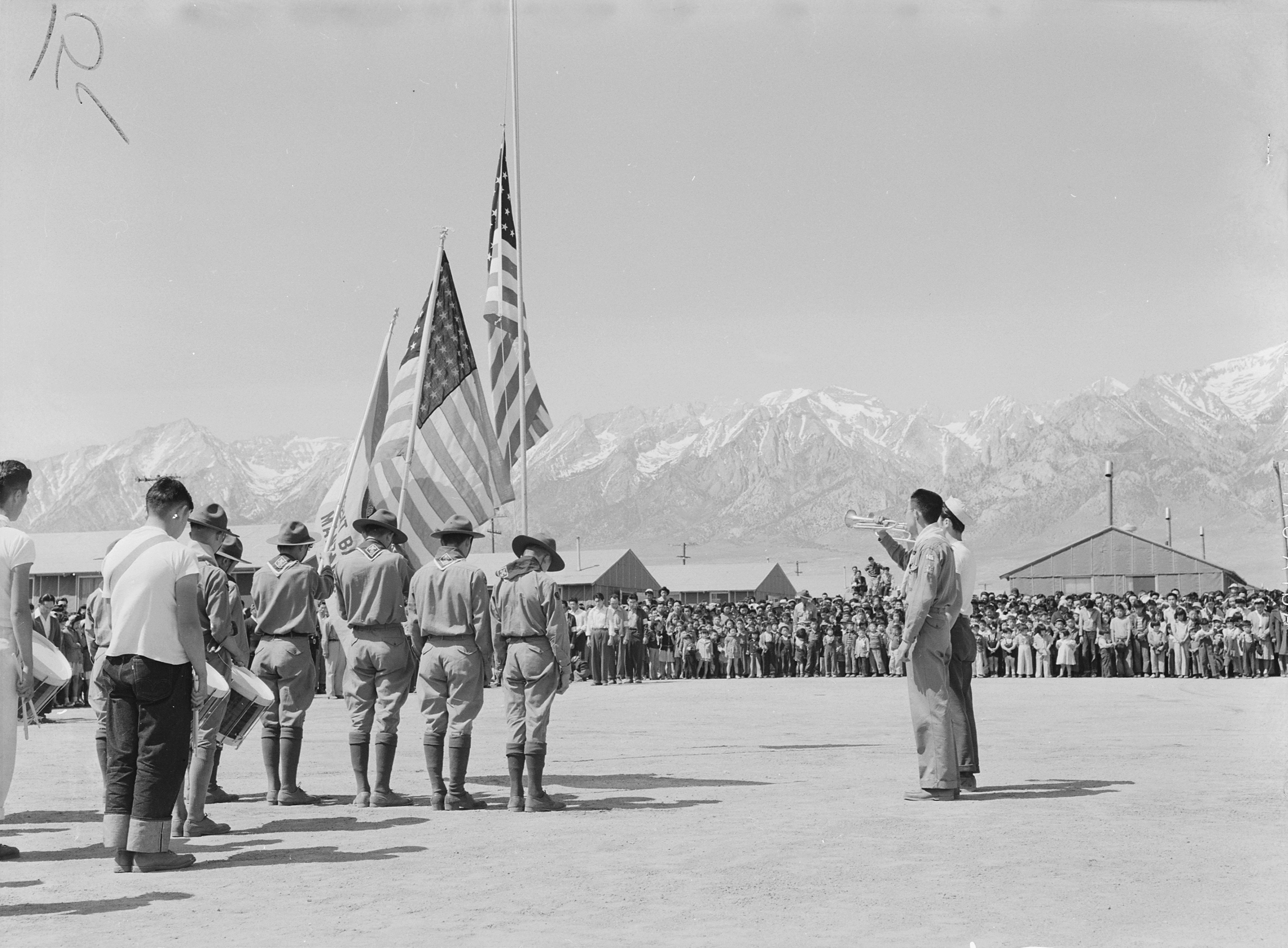
マンザナー強制収容所内で行われた、収容者のボーイスカウトによるメモリアルデーのパレード

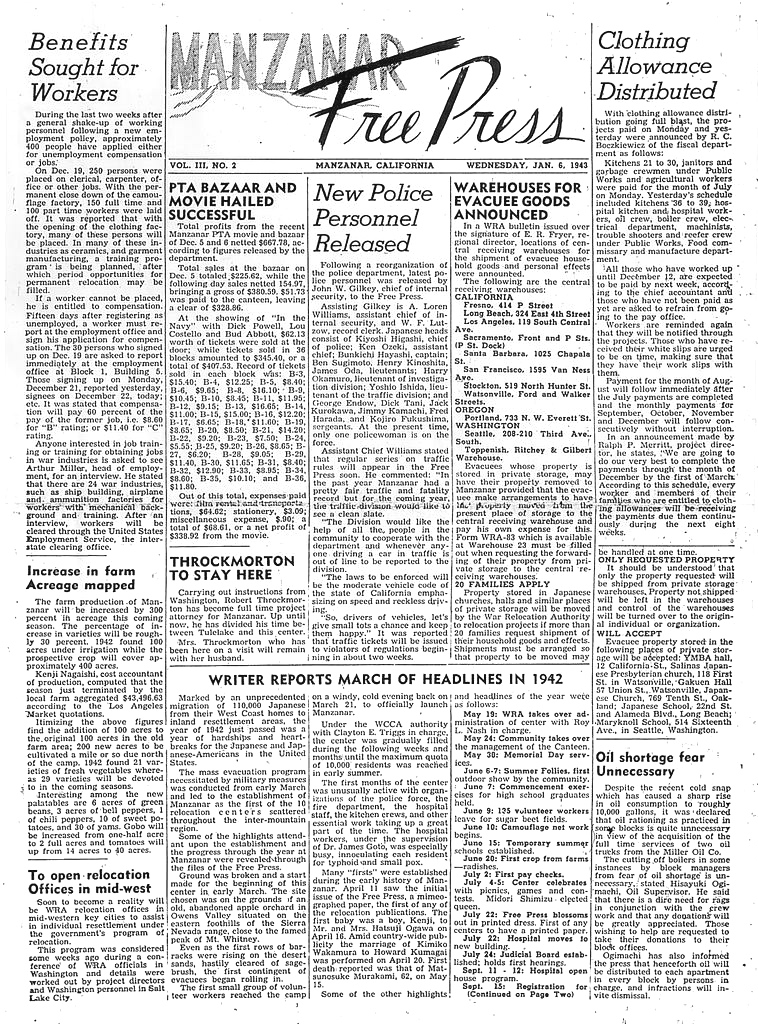
マンザナー強制収容所内で発行された収容者向けの情報誌

大統領令9066号の発令以降、上記のようにカリフォルニア州やワシントン州、オレゴン州とアリゾナ州の4州と、ハワイ準州に住む12万313人の日系アメリカ人と日本人移民、そして中南米諸国に在住する日系人と日本人移民が、強制収容所に収容された。

### 強制収容対象者
日系アメリカ人、つまり16分の1以上の血が日本人にルーツを持つとみなされたアメリカ国民と日本人移民が収容対象となり、アメリカの下記4州と1準州に住む指定者の計12万313人が対象となった。また、メキシコやペルーなどのアメリカの友好国である中南米諸国から連れてこられた日系人と日本人移民も強制収容の対象となった。

#### アメリカ国内
- カリフォルニア州在住者
- ワシントン州在住者
- オレゴン州在住者
- アリゾナ州在住者
- ハワイ準州在住者（指定者のみ）

#### 南米・中南米
- メキシコ在住者
- ペルー在住者

### 強制収容所所在地
最初に開設されたポストン強制収容所は1942年5月に開設された。その後相次いで強制収容所が開かれ、最後に開設されたクリスタル・シティ強制収容所は同年11月に開設された。なお、アメリカ国内における全ての強制収容所は人里離れた内陸部、その多くは砂漠地帯に設けられていた。しかも、逃亡者を防ぐために有刺鉄線のフェンスで外部と完全に隔てられている上、警備員の銃口は常に収容所内部に向けられていた。
- マンザナー、カリフォルニア州（Manzanar、1942年6月開設）[16]
- ツール・レイク、カリフォルニア州（Tule Lake、1942年5月開設）
- ポストン、アリゾナ州（Poston、1942年5月開設）
- ヒラ・リバー、アリゾナ州（Gila River、1942年7月開設）
- ハート・マウンテン、ワイオミング州（Heart Mountain、1942年8月開設）
- ミニドカ、アイダホ州（Minidoka、1942年8月開設）
- トパーズ、ユタ州（Topaz、1942年9月開設）
- ローワー、アーカンソー州（Rohwer、1942年9月開設）
- ジェローム、アーカンソー州（Jerome、1942年10月開設）
- アマチ、コロラド州（Amache、1942年8月開設）
- クリスタル・シティー、テキサス州（Crystal City、1942年11月開設/司法省が管轄する拘置所）
- ホノウリウリ抑留キャンプ（国定史跡、オアフ島）、サンド・アイランド収容所（オアフ島沖）、キラウエア米軍キャンプ（ハワイ島）など17か所 - ハワイ準州[17]

また、そのほかにもニューヨーク州ニューヨーク市のマンハッタン島の南沖にあるエリス島に設けられていた移民者収容施設にも、上記4州に住む日系人と日本人移民約8,000人が収容された。

### 施設
強制収容所内には、急ごしらえの粗末な住居や各種工場や農場、病院、商店、学校、教会、劇場などが作られており、これらの施設で働くものには給与が与えられた。また、強制収容所内における移動は自由に行われたが、一部の許可されたもの以外は、強制収容所内の病院で治療することのできない病気や怪我にならない限り外部に出ることはできなかった。

### 住居
強制収容者の住居にあてがわれた建物は、いずれの強制収容所においても急ごしらえの木造の「バラック」というべき粗末なもので、その後もきちんとした建物に建て替えられることはなかった。また暖房も冷房もなく、さらに砂塵などが部屋の中にも容赦なく吹き込んだ。
また、家具も粗末なものしかあたえられず、トイレの多くはしきりすらなかった。また、このように衛生管理が不十分であったため、集団食中毒や集団下痢などが多発した。

### 食事
なお、電気や水道こそ外部から供給されていたものの、戦時中で一部の食料の配給制限が行われているということもあって、日系人の好みに合う食料の調達が難しかった。このことから、食料などは基本的には自給自足でまかなう事が求められており、強制収容所内における食生活（全ての食事は食堂で行われた）の多くは強制収容所内の農場で獲れた作物があてられていた。特に、アメリカで生産された米の4割が、戦時転住局に買い上げられた年もあった程だった。
その多くが農民であった一世は野菜作りを得意としており、野菜以外にも養豚や養鶏、豆腐や醤油の製造、漬物作りも行っていたほか、日本酒やワイン、ビールの密造なども盛んだったという。

### リクリエーション
また、強制収容者へのリクリエーションとして相撲、剣道、野球やバスケットボールなどのスポーツが行われた他、「アメリカ化」への思想教育の一環としてボーイスカウトが組織された。
ボーイスカウトの日系アメリカ人の団員は、当然のことながらアメリカ国家に対する忠誠を宣誓し、常にアメリカ国旗を掲げているにもかかわらず、「普通のアメリカ人」として扱われず、逃亡防止のために銃を向けられた強制収容所から出ることができないという異常な状況下での活動を強いられていた。

### 情報伝達手段
強制収容所内ではラジオの所持は許可されたものの、戦前よりロサンゼルスなどの日系人が多く住む地で発行されていた「羅府新報」などの日本語新聞の発行は許されず、わずかに強制収容所内の情報のみが英語で書かれ、収容所の管理者に事前に検閲を受けた情報誌の発行が許されただけであった。
このように強制収容所内の情報を外部に発信することがほとんどできなかったため、強制収容以前に自ら移転先を確保して立ち退いた日系人の間では「収容所では遊んで暮らせる」との誤解も広まった。当時のアメリカ国内における日系人への迫害の影響から、自ら移転したものの移転先で生計を立てることがままならない者は少なくなかったため、一部には自ら希望して収容所入りするものも現れた。

### 日系人部隊編成への動き

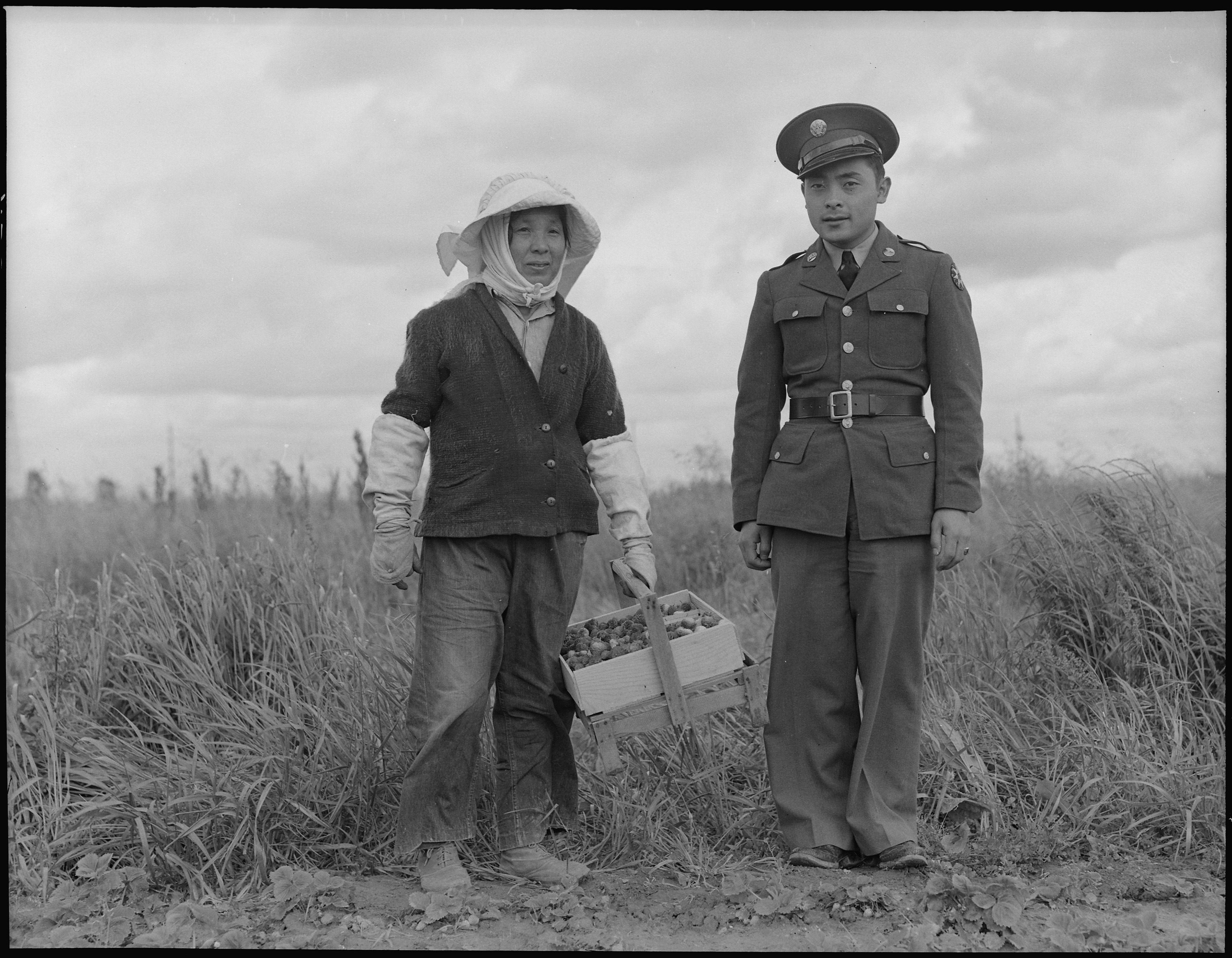
強制収容所に収監される母親を手伝う日系人兵士（1942年5月11日）

このように、アメリカ政府により日系人に対し酷い人種差別が行われていったものの、アメリカへの愛国心、忠誠心に突き動かされた日系人によって、収容者や非収容を問わずアメリカ軍内に日系人部隊を組織するような動きが活発化した。なお、東海岸一帯やハワイ在住などの非収容者による日系人のアメリカ軍人は戦争前から存在した。
1942年2月23日 全員日系二世からなる大学勝利奉仕団が、ハワイ準州で第34戦闘工兵連隊のもとに編成される。6月にはハワイ在住の日系人による陸軍第100歩兵大隊が編成された。11月24日にはマイク正岡らの主導で陸軍省に日系人部隊を組織するよう建白書を提出、翌年1月28日に請願が許可された。

### 忠誠心調査と分離

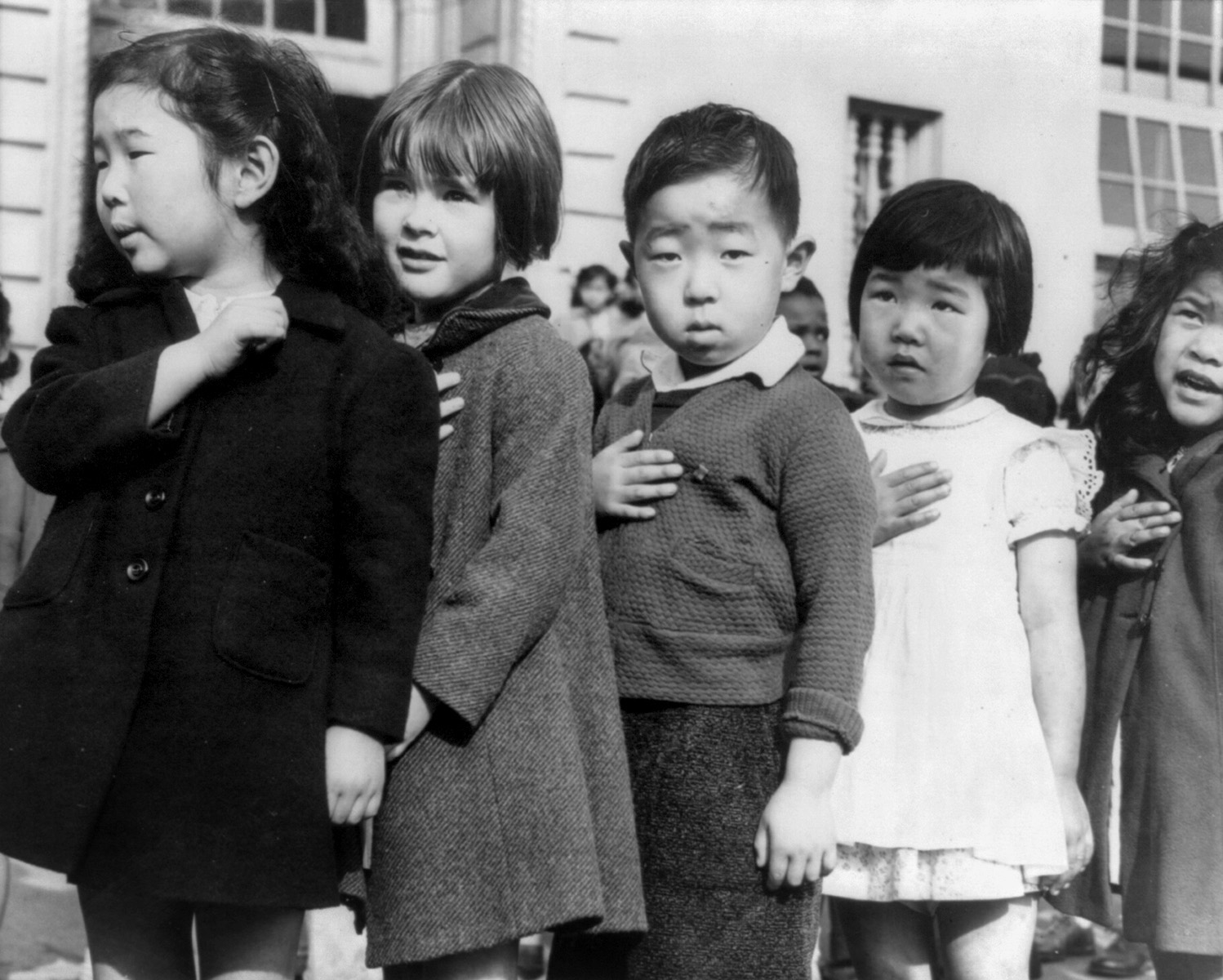
合衆国旗への「忠誠の誓い」をする子供たち（1942年4月）

このような動きがあったものの、1943年初頭に戦時転居当局は、アメリカに対し忠誠心を持った収容者を西海岸から離れた地での住居と仕事を供給する事を目的に、17歳以上の日系アメリカ人収容者に対し「出所許可申請書」と題された忠誠心の調査が行われ、特に
質問27：貴方は命令を受けたら、如何なる地域であれ合衆国軍隊の戦闘任務に服しますか?
質問28：貴方は合衆国に忠誠を誓い、国内外における如何なる攻撃に対しても合衆国を忠実に守り、且つ日本国天皇、外国政府・団体への忠節・従順を誓って否定しますか?
の2つの質問が、忠誠登録の核となった。
しかし、質問27と28は収容所内に混乱を招いた。女性と老人は質問27に困惑し、日本生まれで日本国籍を持つ一世は質問28へ「Yes」と答える事によって無国籍になる事を恐れ、両方の質問に「No-No」と答えざるを得なかった。
結果、両方の質問に「Yes」と答えたのは調査対象者の84%となった。両方の質問に「No」と答えた「No-No」は不忠誠と見なされツール・レイク収容所に送られた。「No-No」の中にも天皇崇拝者、強制収容に対する怒りから質問に回答した者、日本が戦争に勝つと信じていた者、様々だった。家族で違った回答をしてばらばらになるのを恐れた一世の親に説得された二世もいたという。ちなみに、少数ながら「No-Yes」と答えた者もいたが、その場合も「No-No」と同じ扱いを受けることとなった。
1943年2月19日には、ツール・レイク収容所で忠誠登録を強制されたことに反感を持つ17〜8歳の35名の二世が、「徴兵局に登録する意思は全く無い。しかし、日本への送還には何時でも署名する。」との抗議文を手渡す為に、管理局までデモ行進を行う、という事件が起きた。これに対し、管理局側は見せしめとして35名を検挙すべく、収容所の近くに駐屯していた陸軍の一個中隊を派遣することを決め、デモから2日後の2月21日夜に一斉検挙に踏み切った。このこともあってか、ツール・レイク収容所では3000名の二世が、忠誠登録の質問27と28を「No-No」若しくは無回答とした。徴兵に応じたのは僅か59名で、息子が徴兵に応じた家族は、他の収容者から邪険に扱われ、食堂内に「イヌの席」と書いた札を立て、その席で食事をすることを強要された。
アメリカ政府が忠誠登録を行ったのには、兵役選考だけではなく、1942年から1946年の5年間で1億9000万ドルにも及んだ戦時転住居の予算を軽減することや、戦時下において、工場や農場では労働力が極度に不足しており、それらを補わせるべく、抑留者の社会復帰を促すことにもあった。いわゆる「危険人物」を野放しにすることは出来ない為、忠誠審査において「Yes」と答えた者だけを仮出所させ、出所した二世たちは中西部ならびに東部の大学に編入学したほか、労働力不足に悩む工場や農場での職を得た。
1944年7月1日に希望した収容者にアメリカ国籍の放棄の権利を与える「Public Law 405」がフランクリン・D・ルーズベルト大統領の署名により成立すると、5589人の日系アメリカ人がアメリカ国籍を放棄し、その内1327人は終戦後に日本に送還された。多くの者は強制収容に対する怒りや抗議の意味で国籍を放棄したが、終戦後司法省が国外追放の用意を始めると事の重大さに気付いた。
アメリカ国籍を放棄した5589人の内、多くのすでに送還された者もふくむ5409人が戦後にアメリカ国籍の回復を願い出た。ウェイン・コリンズ弁護士の尽力により極限的状況においてなされた多くの国籍放棄は無効だと証明され国籍の回復を果たした。1971年にはリチャード・ニクソン大統領によりすべての国籍放棄は無効化された。
しかしアメリカ政府により赦されたあとも「No-No」と答えたものや国籍を放棄した者は日系アメリカ人の多くから冷たい目で見られ、一部の「No-No」は自分の過去を恥じ、家族に隠している事もあるという。

### 暴動
僻地にある粗末な強制収容所に収容され、行動や表現の自由だけでなく、仕事も社会的地位も奪われた日系人の不満は鬱積し、強制収容所内ではハンガーストライキや暴動が多発した上、盗難や殺人などの犯罪も数多く起きた。また、強制収容所での生活に嫌気がさし、脱出しようとし射殺されてしまった者もいた。

### 著名な収容者
- ノーマン・ミネタ ‐ アメリカ合衆国運輸長官
- マイク・ホンダ - アメリカ合衆国下院議員
- ジョージ・タケイ（『宇宙大作戦 (Star Trek) 』シリーズなどで有名な日系アメリカ人俳優。少年時代であった戦時中をツール・レイク収容所で過ごした）
- ケン・エトウ（モンタナ・ジョー）（シカゴ・アウトフィットに属したギャングスター。トーキョー・ジョー（Tokyo Joe）とも呼ばれた）
- イサム・ノグチ（日系芸術家）
- ジョージ・ナカシマ
- シンキチ・タジリ
- ジミー佐古田 - ロサンゼルス市警刑事
- パット・モリタ
- ジミー・ツトム・ミリキタニ（ツール・レイク収容所で3年半を過ごした日系アメリカ人画家。ドキュメンタリー映画『ミリキタニの猫（The Cats of Mirikitani）』〈2006年、アメリカ映画〉には当時を振り返るシーンが多数出てくる）
- フランク安田（アラスカでジャパニーズモーゼと呼ばれ、ビーバー村をつくった日系一世。アラスカからアメリカ本土にかけて4ヶ所の収容所に4年間過ごした）
- サダオ・ムネモリ
- 高野虎市 - 喜劇王チャールズ・チャップリンの秘書。
- 国府田敬三郎
- 原田重吉
- 宮武東洋（写真家。収容所内での日系人たちの様子を写真で収めた）
- 小圃千浦（画家・カリフォルニア大学バークレー校教授、日系人収容所内で美術学校の設立者。瑞宝章受賞者）
- 石元泰博(写真家。1969年日本に帰化。1996年文化功労者に選ばれた)
- 山本紅浦（画家・ニューヨーク・マンハッタンのソーホー地区にある紅浦墨絵学校の設立者。ニューヨークで墨絵を教える第一人者）
- 山川浦路
- 浅野七之助（ジャーナリスト。日米時事の創始者）
- ユリ・コウチヤマ （活動家。マルコムX支援者[26]）
- リチャード・アオキ（英語版）（ブラックパンサー党元メンバー、活動家）
- ヒサエ・ヤマモト（作家）
- ヨシコ・ウチダ（作家。「強制収容を扱った作品」参照）
- トシオ・モリ（作家）
- ワカコ・ヤマウチ（劇作家）
- ミネ・オオクボ（画家、イラストレーター。「強制収容を扱った作品」参照）
- ミツエ・ヤマダ（詩人。「強制収容を扱った作品」参照）
- ジョン・オカダ（作家。「強制収容を扱った作品」参照）
- 甲斐美和 (ピアニスト、司書)
- 城戸三郎（カリフォルニア州弁護士、第二次世界大戦下の日系アメリカ人市民同盟会長）

アメリカへ日系人強制収容の不当性を訴え裁判を起こした4人
- ゴードン・ヒラバヤシ（社会学者。戦後、アメリカ連邦政府を相手取り、日系人収容違憲裁判に勝訴。アメリカ・カナダの日系人補償に先駆的役割を果たした）。
- フレッド・コレマツ - コレマツ対アメリカ合衆国事件の原告。
- ミノル・ヤスイ
- ミツエ・エンドウ（英語版） - 1940年代に日系人強制収容の不当性を訴えた。2024年時点で、不当性を訴えた4人の内、唯一大統領自由勲章が授与されていなかったため嘆願書が出されている[28][27]。2025年1月2日に「多くの日系米国人の帰郷と生活再建を可能にした」として、バイデン大統領から大統領市民勲章（英語版）が授与された[29][30]。

## 被害

### 財産放棄

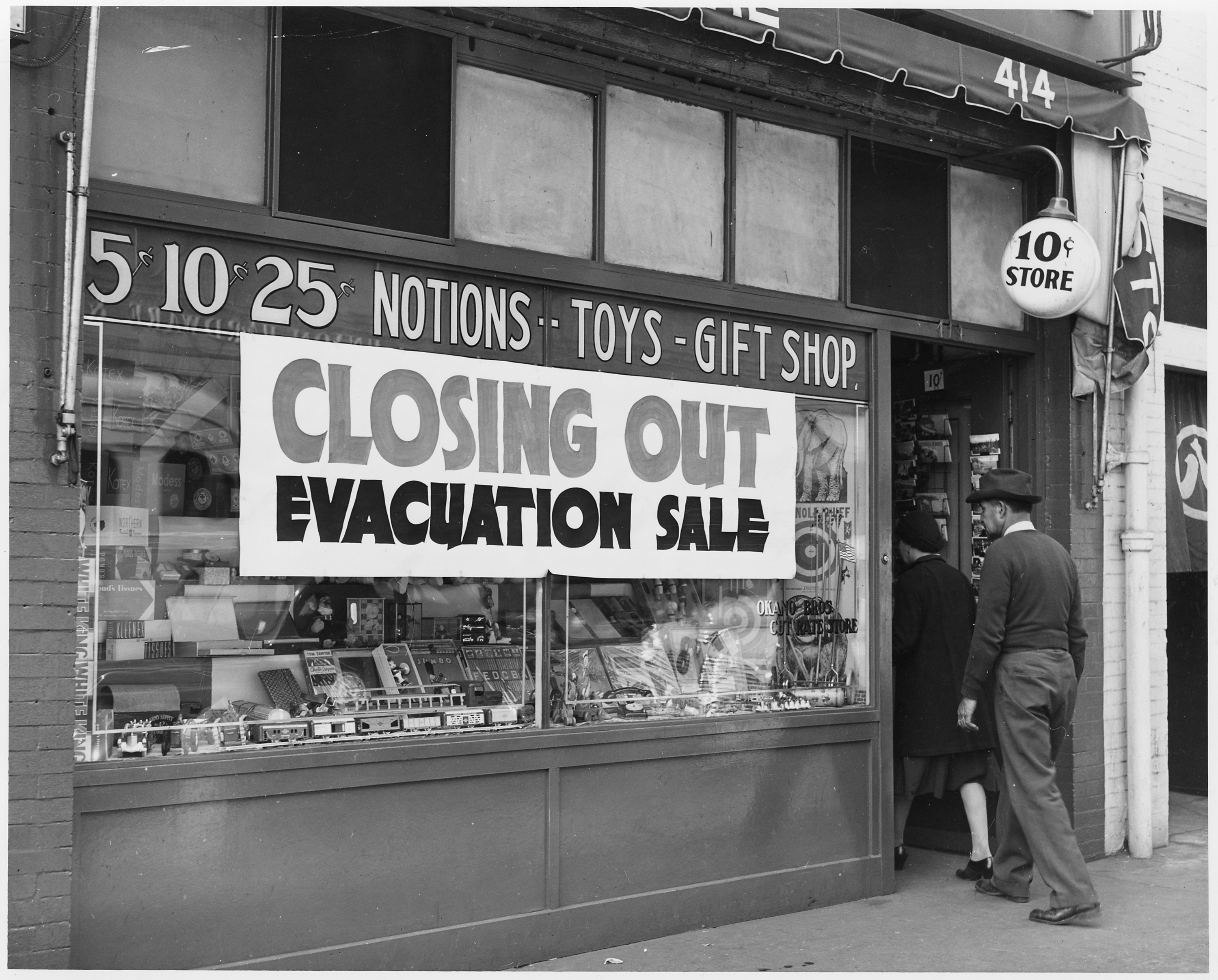
「閉店セール」を行う日系人経営の商店

上記のように、準備期間すら満足に与えられなかった上、わずかな手荷物だけしか手にすることを許されず、着の身着のままで強制収容所に収容された日系アメリカ人及び日本人移民は、強制収容時に家や会社、土地や車などの資産を安値で買い叩かれただけではなく、中にはそのまま放棄せざるを得なかった者も沢山いた。
しかもその後長年に亘り強制収容時に手放した財産や社会的地位に対する何の補償も得られず、その結果全ての財産をこの強制収容によって失ってしまった人もいた。
なお、大統領行政令9066号の発令に伴うこのような措置に対してフランシス・ビドル(en)司法長官は「西海岸の反日感情に迎合し日系人の所有する農地を手に入れようとする利益誘導が絡んでいる」 と強く批判している。
ミシガン州の弁護士で日系アメリカ人3世のジェームズ・シモウラ（James Shimoura）は、家族や親族が日系人強制収容所に入れられ、農地・自宅・財産を全て奪われたと述べている。シモウラはビンセント・チン事件当時、アジア系コミュニティを支えた1人でもある。シモウラ家は祖父の仕事の関係で1914年に徳島からミシガンへ渡米し、母方の親戚はサンフランシスコ・ベイエリアで農業に従事していた。

### 財産保全
なお、強制収容の開始に際しアメリカ政府は、「申し出があった場合に限り、収容される日系アメリカ人及び日本人移民の財産の保全を政府管理の下で行う」旨の通告を行ったが、申し出を行う時間的余裕さえ十分に与えられていなかった上に、強制収容という差別的かつ過酷な仕打ちを行うアメリカ政府を信用して財産保全の申し出を行うものは殆どいなかった。また、もし申し出た場合でもそれらは実際には記録されず、さらには地元政府によって保全の申し出自体が否定されるケースも相次いだ。
また、政府に対する財産保全の申し出を行わなかったものの、国府田敬三郎や原田重吉のほか、子供・孫が非日系人と婚約・結婚していた人物など、日系人以外の知人に、強制収容所に収容されている間に資産を管理・保全してもらうことに成功した者もいたが、当時の反日的な風潮から、そのような措置に成功したのは、ほんの僅かであった。

## アメリカ国内における批判

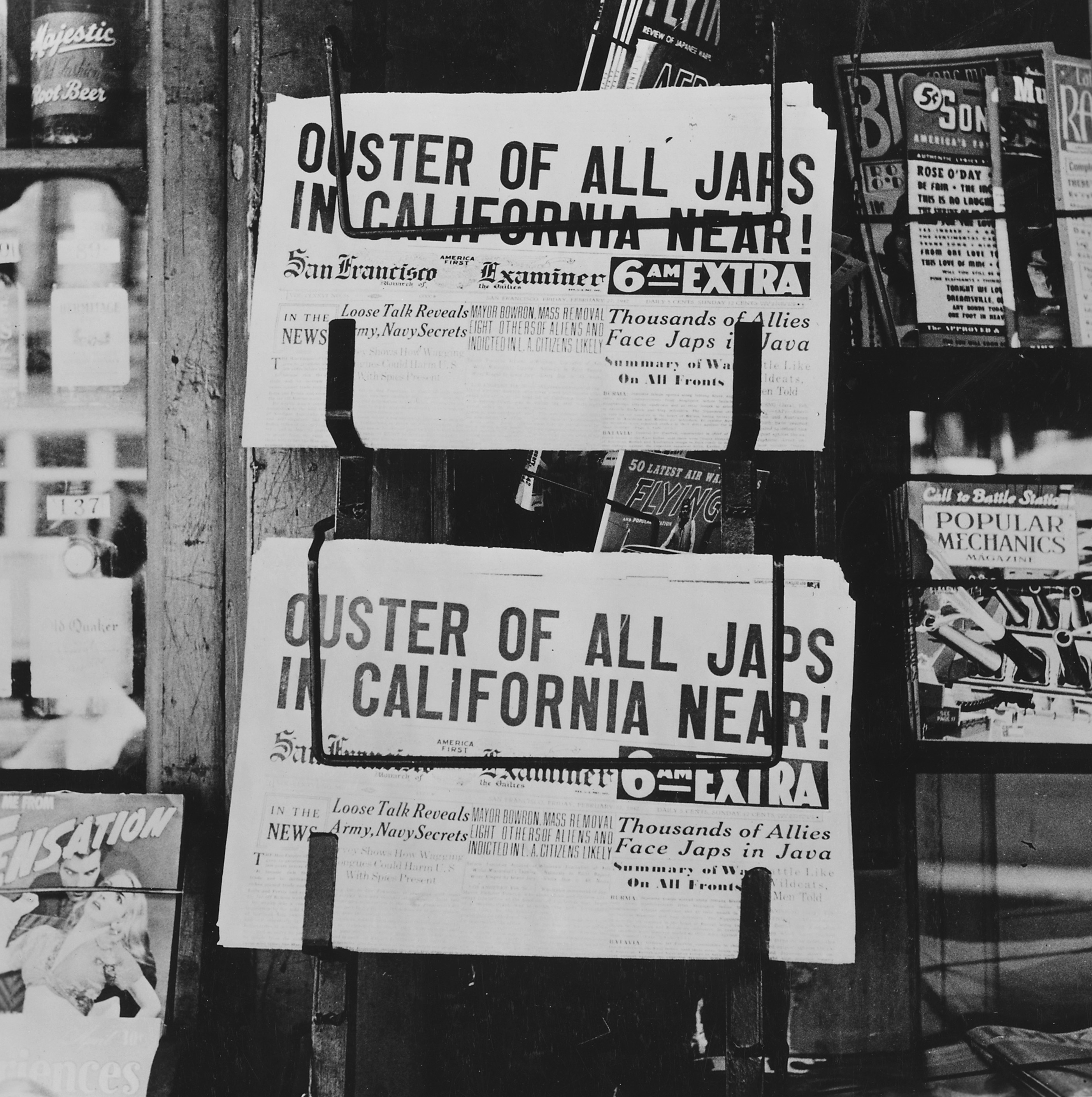
日系人の強制収容を報じる新聞

日系人の強制収容が開始された当時は、黄色人種に対する人種差別が激しかっただけでなく、上記のように日本軍によるアメリカ西海岸への本土上陸が危惧されたうえに、その後もアメリカ本土への攻撃や空襲が行われ、さらにアメリカ軍の敗退が続いたためにアメリカ国内で表立って批判する政界や法曹界、報道の者は少なかった。また、日本軍によって祖国を占領・侵攻されていた中国系アメリカ人やフィリピン系アメリカ人のコミュニティは、日系人の強制収容を支持していた。
また、このような状況下においても「なぜ白人のドイツ系やイタリア系は強制収容せず、なぜ黄色人種の日系人だけか」という疑問を唱えるものすら殆どいなかった。さらに、日本軍が各地で連合国に対し劣勢になり、日本軍によるアメリカ本土への攻撃の可能性が少なくなった1944年以降も、ルーズベルト大統領以下のアメリカ政府と軍内部からは、日系人の強制収容を止めるべきという意見は殆ど出てこなかった。
しかし、強制収容そのものや、強制収容のやり方などについて批判する者も、中央政府や4州やそれ以外の州の上層部、法曹界に少数ながら存在した。

### ジョン・エドガー・フーヴァーFBI長官
当時FBI長官だったジョン・エドガー・フーヴァーは、FBI捜査官に有色人種をほとんど起用しないなど人種差別的な人物だったが、日系人の強制収容に対しては「スパイと思しき者たちは真珠湾攻撃の直後にFBIが既に拘束している」として反対していた。

### カー・コロラド州知事

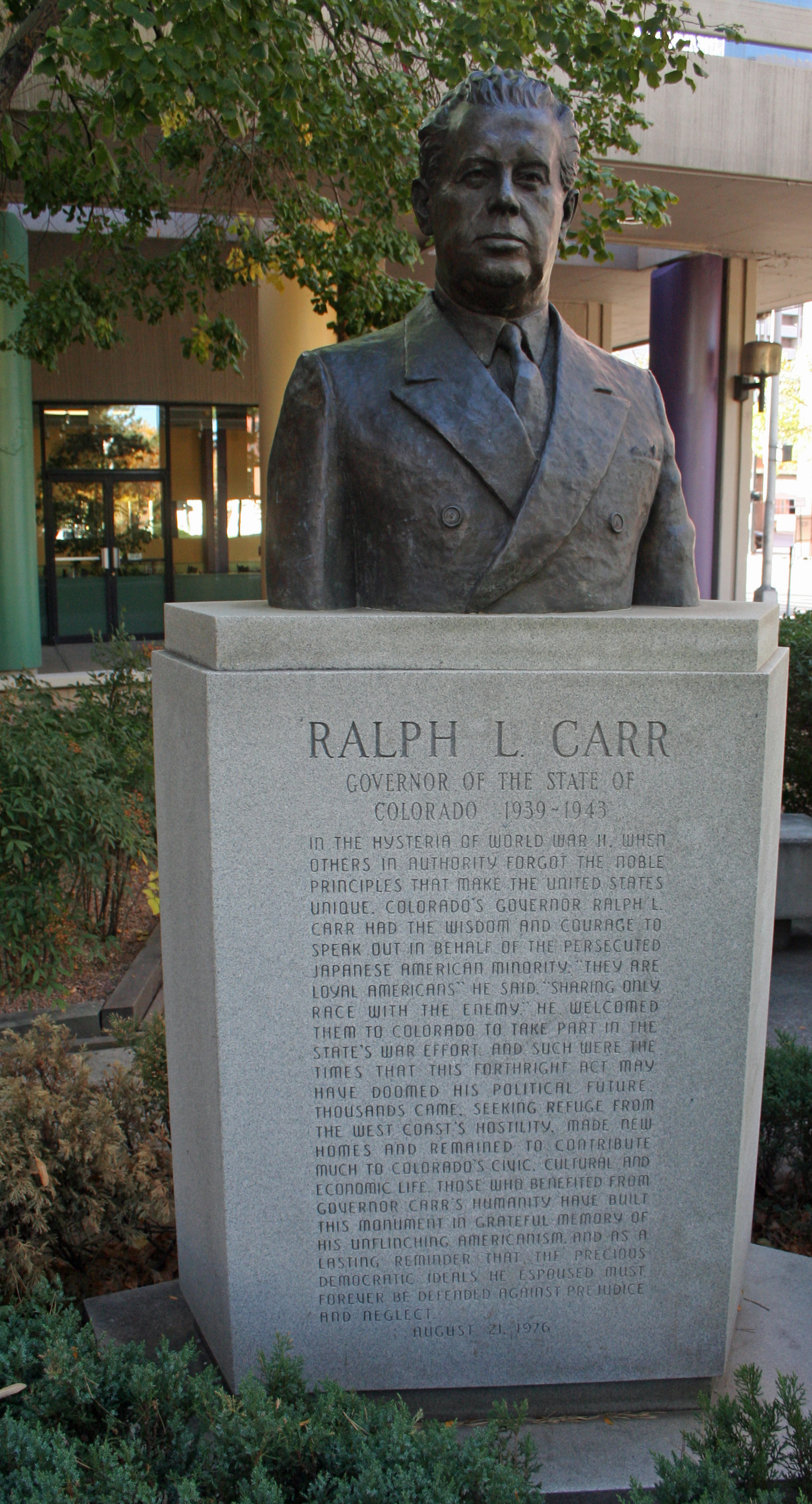
ラルフ・ローレンス・カーの銅像

そのような状況下で、アマチ収容所が置かれたコロラド州知事のラルフ・ローレンス・カーは、日系アメリカ人および日本人移民に対する内陸部への強制移住こそ賛成したものの、強制収容に対しては「非人道的でありアメリカ憲法違反である」として州知事クラスの政治家として唯一反対の意思を表明した。
さらに日系アメリカ人や日本人移民がアマチ収容所に到着した際に地元の反対派が抗議に現れたが、飛行機で現地に飛んで暴力的な行動を止め、日系アメリカ人を受け入れるよう呼びかけた。
しかし、このような戦時中における日系アメリカ人の基本的権利を保護するという勇気と良識のある言動が、アメリカ合衆国上院議員という将来展望も含めたカーの政治生命を絶ったと見られている。実際、カーはこれらの発言を行った同年に行われた1942年の上院議員選挙で、現職の民主党のエドウィン・ジョンソンにわずか4000票という僅差で敗北している。

### ライシャワー博士
日本生まれのハーバード大学の東アジア研究学の講師で、開戦直前まで国務省で嘱託職員として勤務していた後の駐日アメリカ大使のエドウィン・O・ライシャワー博士は、1942年3月30日のマサチューセッツ州の「ボストン・グローブ」紙で、日系アメリカ人の祖国 (アメリカ) に対する忠誠心を指摘し、日系アメリカ人に対する強制収容政策を批判した。

### ビドル司法長官
また、「敵性外国人」である日系アメリカ人の家を令状なしに捜査する権限を与えたものの、上記のようにその後の行き過ぎた状況を憂慮していたビドル司法長官は、権限を与えてからちょうど2年後の1943年12月30日に、「善良なアメリカ市民を、その人種を理由に必要以上に強制収容所に抑留している現在の処置は危険であり、政府の基本方針と矛盾している」と発言している。

### ロバート最高裁判事
1944年12月18日には最高裁判事のオーエン・J・ロバートも、当時アメリカ政府が日系人および日本人が「強制収容」されている「強制収容所」のことを「Relocation Centers（転住センター）」と言い換えていたことに対して、「『転住センター』という表現は単なる『強制収容所』の言い換えにすぎない」と、批判した。

## 強制収容の終焉

### 帰還命令

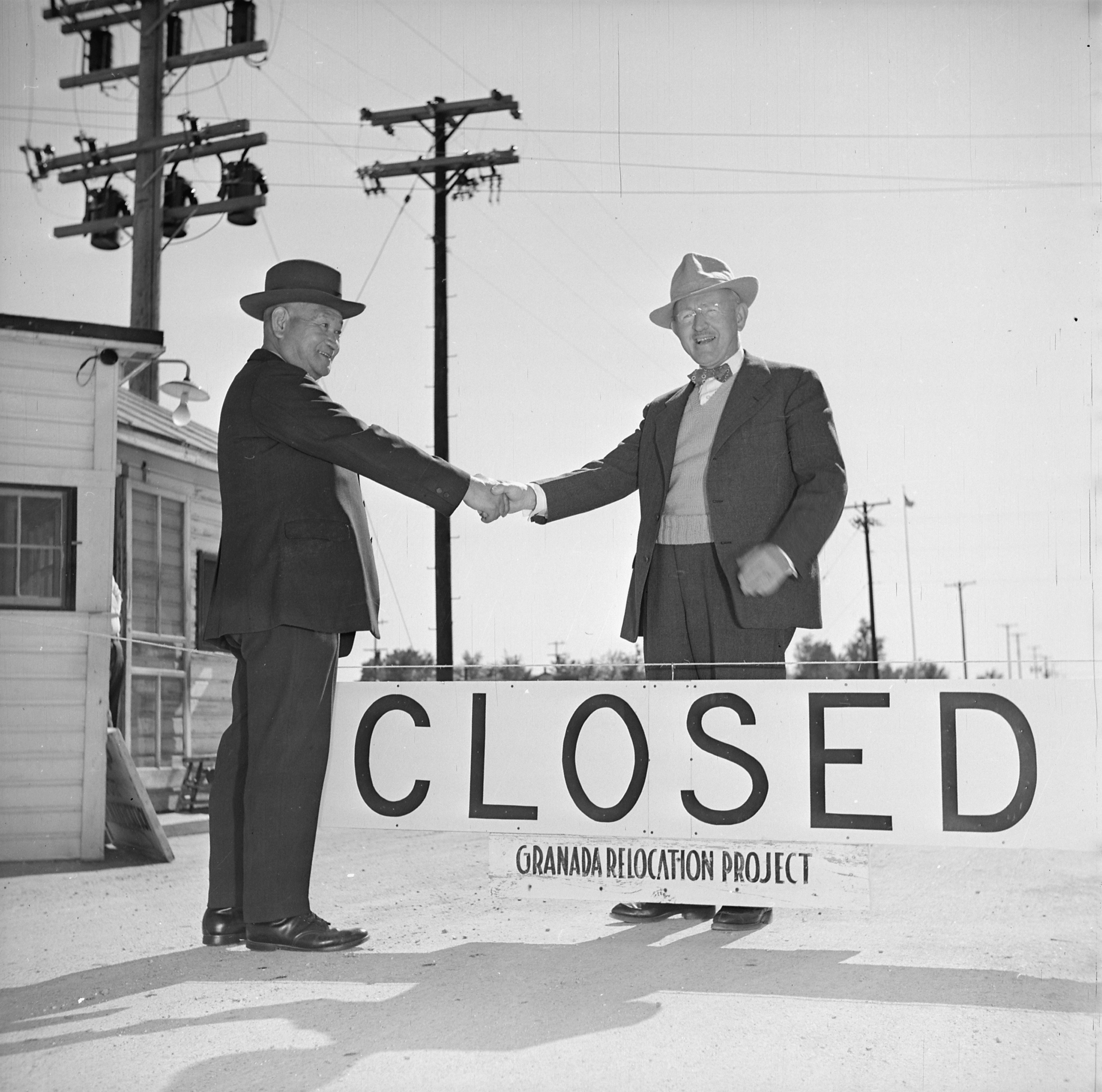
閉鎖されるアマチ強制収容所

1945年8月15日に日本がアメリカを含む連合国に対して降伏し、翌月の9月2日に連合国への降伏文書に署名したことで、日本とアメリカの間の戦闘状態が終結した。なお、日系人の強制収容を推し進めたルーズベルト大統領は、日米間の終戦の4か月強前の4月12日に死去していた。
戦闘終結に伴い、西海岸及びハワイに居住する日系アメリカ人及び日本人移民に対する強制収容の必要性がなくなったことにより、全ての強制収容所はこの年の10月から11月にかけて次々と閉鎖され、すべての強制収容者は着のみ着のままで元々住んでいた家に戻るように命令された。

### 「二級市民」扱い
しかし上記のように仕事や家、その他の財産のほとんどを放棄させられ長年に亘って強制収容された、西海岸4州及びハワイに居住する日系人及び日本人移民が、元通りの社会的立場に社会復帰することは容易ではなかった。
その後も、アメリカに住む日系人は、アメリカ国民であるにもかかわらず、旧敵国である日本にルーツを持つということだけを根拠に1952年6月に行われたマッカラン・ウォルター移民帰化法の施行までの長きの間、母国であるアメリカの市民権さえも剥奪された（なおドイツ系アメリカ人やイタリア系アメリカ人はこのような仕打ちを受けることはなかった）。
その上に、日本との戦争によって、今までにも増して酷い人種差別にさらされることとなった日系アメリカ人及び日本人移民の多くは、その後長い間「二級市民」としての立場に耐え忍ぶことを余儀なくされ、その結果、多くの日本人移民が、生まれ故郷の日本に戻ることとなった。

### アメリカ政府による謝罪と賠償

#### 日系アメリカ人
1948年7月2日に、日系人の強制収容に対する、連邦政府による補償策としては、最初のものとなる「日系人退去補償請求法」が、ハリー・S・トルーマン大統領によって署名された。しかし、国家補償の対象となる日系人の損害・喪失は、文書によって証明できる不動産・私有財産に限られ、精神的苦痛や教育・職業によって見込まれた、逸失利益に対する補償は否定された。また、1件当たりの補償額の上限は2,500ドル、請求権の時効期間も1年半と定められた。
1948年法に基づいた請求は、時効を迎えるまでに22,945件提出され、その4割は限度額である2,500ドルを越えたものだった。しかし、立証責任が請求者に課せられた事から、手続きに時間がかかり、1950年末までに処理された請求は、僅か137件に止まった。それ以降も、1951年の修正法では、補償額を請求額の75%または限度額より少ない額とする事とされた。更に1956年の再修正法では、示談により総額10万ドル以内で補償額を決定する事が基本となり、請求者が不服を申し立てた場合は、連邦請求裁判所において裁決が行われる事とされた。
同法に基づいた補償処理は、1965年に終了したものの、補償総額は請求総額の約25%、日系人の損害総額の10%未満に過ぎなかった。
そうした中で、1950年代半ば頃からアフリカ系住民による公民権運動が展開された結果として、1964年に公民権法、翌1965年には投票権法が、各々制定される事となった。こうした動きに触発された日系人達により、1948年法では考慮されなかった、無形の損害や日系人の自由及び尊厳の回復を求めた、所謂「リドレス運動」が、1970年より展開される事となった。
1976年2月19日にジェラルド・R・フォード大統領は、「大統領令9066号」の正式な終了を確認する布告「アメリカの誓い」に署名し、「我々は、当時から理解するべきだった事を、今日知った。日系人の強制収容は、誤りだっただけではなく、彼らは当時も今も、忠実なアメリカ人である」と述べた。
また、当初は強制収容政策の実施を支持したものの、その後批判に転じたビドル司法長官は、戦後発刊された自書の中で自己批判を行っている。他にも、かつて収容を支持していたカリフォルニア州のウォーレン検事総長も、後に自伝の中で、「誤っており（wrong）」「深く後悔している（deeply regretted）」と述べその過ちを認めている。
1979年に日系アメリカ人市民同盟は、強制収容所の実態を調査する為の連邦委員会の設置を提案した。これを受けた、民主党のダニエル・イノウエ上院議員とジム・ライト下院議員によって、
- 「大統領令9066号」に関する事実と、その影響に関する調査
- 軍による指令の検証
- 適切な救済策の提示

を目的とした、「戦時における民間人の転住・抑留に関する委員会」（CWRIC）の設置を要求する法案が、連邦議会に提出された。同法案は1980年7月31日に、ジミー・カーター大統領によって署名された。その後、1981年7月から12月にかけて、公聴会が開かれた。ワシントンD.C.・ロサンゼルス・サンフランシスコ・シアトル・アンカレッジ・ウナラスカ・シカゴ・ワシントンD.C.（2度目）・ニューヨーク・ボストンの順で実施された会では、計20日間に亘って、750名の関係者が証言する事となった。
1982年12月にCWRICは、『拒否された個人の正義（Personal Justice Denied）』と題した、467ページにも及ぶ報告書を、連邦議会に提出した。翌1983年2月24日に、同報告書の内容は公表され、そのうえで「日系人の強制収容は、軍事的な必要性ではなく、人種差別・戦時中の集団ヒステリー・政権の失策に基づいた、不当なものだった」と結論付けられた。また、1983年6月22日にCWRICは、存命している元収容者約6万人に対し、1人当たり2万ドルの賠償金を支払う事を、連邦議会に対して勧告した。

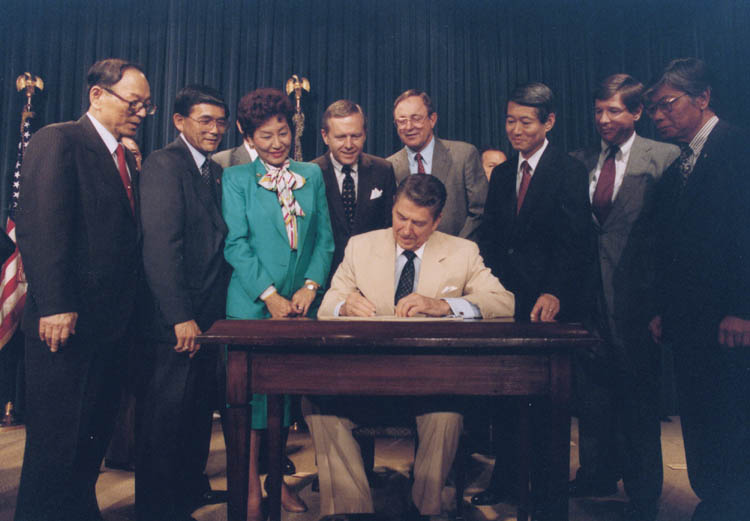
「市民の自由法」に署名するレーガン大統領と、その様子を見守る（左から）スパーク・マツナガ上院議員、ノーマン・ミネタ下院議員、パット・サイキ下院議員、ピート・ウィルソン上院議員、ドン・ヤング下院議員、ボブ・マツイ下院議員、ビル・ローリー下院議員、ハリー・カジハラJACL会長。

1988年8月10日に、ロナルド・レーガン大統領は「市民の自由法」（別称: 日系アメリカ人補償法）に署名。「日系アメリカ人の市民としての基本的自由と、憲法で保障された権利を侵害した事に対して、連邦議会は国を代表して謝罪する」として、強制収容を経験した日系人に対して、公式に謝罪を表明した。また、1人当たり2万ドルの賠償金が、存命者にのみ支払われる事と、全米の学校において日系人の強制収容に関する教育を行う為の、総額12億5千万ドルの教育基金が設立される事も、同時に発表された。
なおレーガン大統領は、第442連隊戦闘団（強制収容所の被収容者を含む日系アメリカ人のみによって構成された部隊　ヨーロッパ戦線で大戦時のアメリカ陸軍部隊として最高の殊勲を上げ、ダッハウの強制収容所付属のフルラッハ衛星収容所解放も行った）に対しては、「諸君はファシズムと人種差別という二つの敵と闘い、その両方に堂々と勝利した」と特に言及し讃えている。
1992年には再びジョージ・H・W・ブッシュ大統領が国を代表して謝罪すると同時に、全ての現存者に2万ドルの賠償金が行き渡るように4億ドルの追加割り当て法に署名し成立させた。1999年に賠償金の最後の支払いが行なわれ、11年間に総額16億ドルが82,210人の収容された日系アメリカ人、もしくはその子孫に支払われ賠償を終えた。

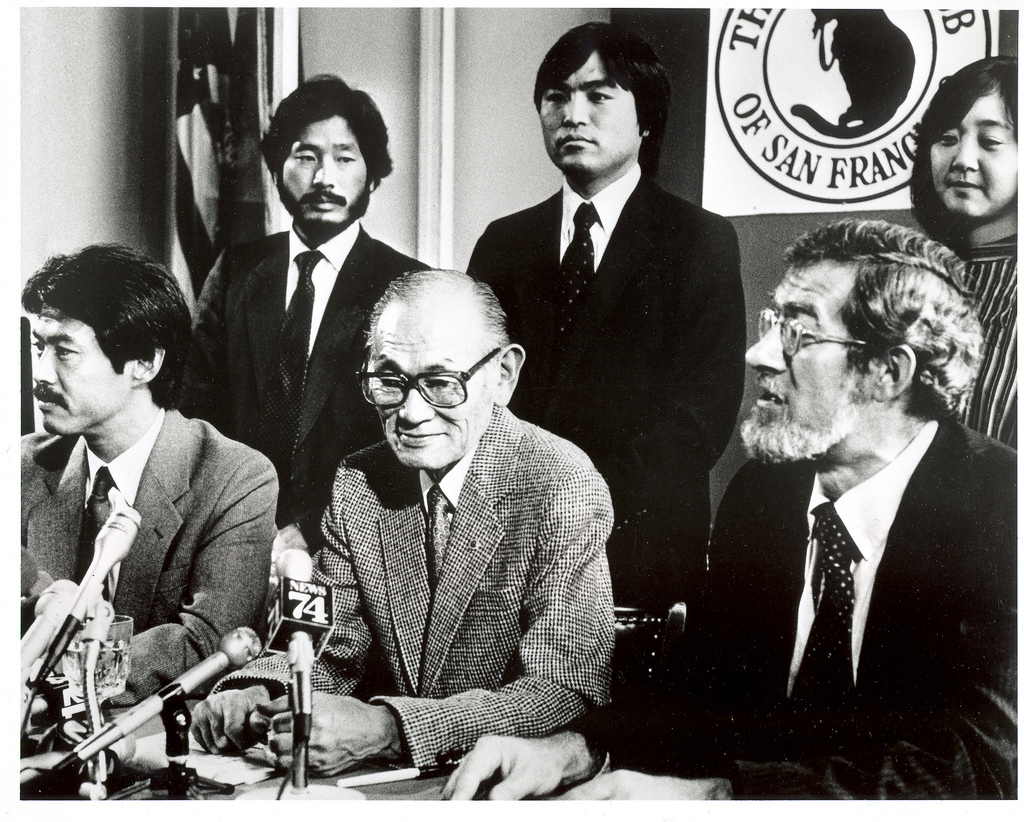
フレッド・コレマツ

1942年に日系アメリカ人であるフレッド・コレマツが「日系アメリカ人の強制収容は違憲」と主張し提訴したが、最終的には1944年に違憲ではないとの判断が下った。この判決自体は現在でも覆ってはいないが、2011年にはアメリカ合衆国司法省が公式的に過ちだったことを認めた。なお、1998年にコレマツは、アメリカにおける文民向けの最高位の勲章である大統領自由勲章を受章した。ホワイトハウスにおいて執り行われた勲章を授与するための式典において、ビル・クリントン大統領は「我が国の正義を希求する長い歴史の中で、多くの魂のために闘った市民の名が輝いています。プレッシー、ブラウン、パークス…。その栄光の人々の列に、今日、フレッド・コレマツという名が新たに刻まれたのです」と述べた。
2012年6月6日に、ロサンゼルス郡参事会は、1942年に行われた日系人強制収容を行うように求める決議を改めて取り下げ、マーク・リドリー・トーマス郡参事は、「この事実を無視し、無解決事件のように扱うことはできない」「正しいことをするのに遅すぎることはない」と述べた。

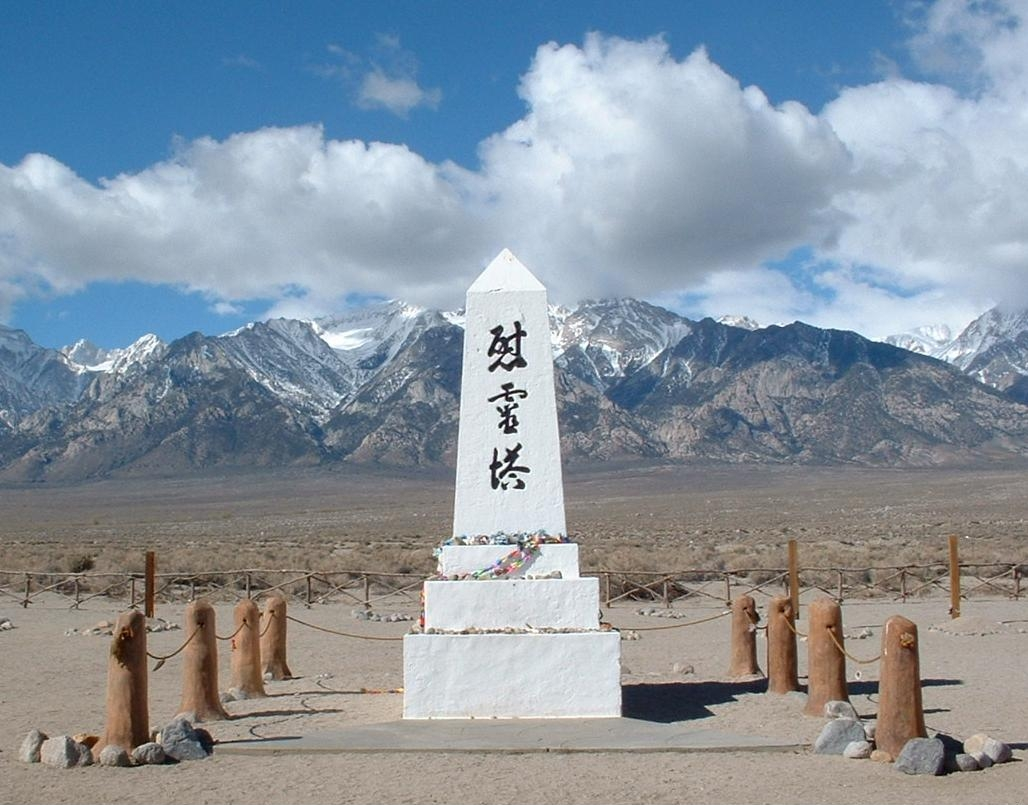
マンザナー強制収容所内に設けられた慰霊碑

2020年2月20日、カリフォルニア州議会で、大統領選挙を控える中、日系人強制収容に対する謝罪の決議が全会一致で採択された。アル・ムラツチ州議会議員が他の議員数名と連名で決議案を提出した。ムラツチ議員は、ドナルド・トランプ政権による不法移民政策に対して日系人が懸念を抱いているという認識を示した。 ムラツチ議員は、議員就任以来毎年、2月19日を日系人強制収容所の被害者追悼の日とするよう求める法案を提出している。
2021年2月19日、ジョー・バイデン大統領は強制収容を｢アメリカ史で最も恥ずべき歴史のひとつ｣と位置づけ非難し、｢日系アメリカ人はただ出自のみによって標的とされ、収容された。連邦政府の行いは不道徳で、憲法にも反していた｣との認識を示し、正式な謝罪を再表明した。
またバイデン大統領は、大統領令9066号の発令から80年目の『追憶の日』を控える2022年2月18日にも、発表した公式声明において、「アメリカの最も恥ずべき章の一つだ。取り返しのつかない被害を受けた日系人への、連邦政府の公式謝罪を再確認する」「80年前に日系アメリカ人を収監した事は、人種差別や恐怖などの増長を許した時、招く事になる悲劇的な結果を、今日の私達に思い起こさせる」としたうえで、『ベインブリッジ島日系アメリカ人排除記念碑』から引用した「二度とないように」という言葉を日本語で記し、過ちを繰り返さない事を約束すると同時に、国内における人種差別問題に向き合う決意を強調した。
ワシントンD.C.には捉えられた鶴を日系人に喩えた「碑」と、経緯を記した「碑文」によって形作られたJapanese American Memorial to Patriotism During World War II（全米日系米国人記念碑）が2001年に完成した。

#### 日系ペルー人
またアメリカ政府は、日系ペルー人に対しては戦争終結後はアメリカから強制退去させたが、ペルー政府による入国拒否により、多くの日系ペルー人が含まれるにもかかわらず900人が日本に送還させられた。それ以外の者はアメリカ国内で仮釈放され、その後アメリカ政府に対して強制退去に対する異議申し立てを行ってアメリカに残留し、1952年にアメリカの市民権を獲得した。
その後、1999年にアメリカのビル・クリントン大統領は、正式にアメリカ国内の強制収容所に収容されていた日系ペルー人に対して謝罪し、原告一人当たり5,000ドルの賠償金と謝罪の手紙を出した。
また、2011年にペルーのアラン・ガルシア大統領は、日系ペルー人が拘束、財産を没収しアメリカの強制収容所に送り込まれた事を会見で正式に謝罪した。

### 史跡保存
2006年に、アメリカ上下両院はマイク・ホンダ議員等の日系議員が中心になって提案した、カリフォルニア州やアリゾナ州、ユタ州の砂漠の中などに点在する日系人の強制収容所を国立公園局によって「アメリカの歴史にとって重要な史跡」として保存する法案を可決した。

### 記録
写真家アンセル・アダムスが1943年にマンザナー収容所で日系人の収容所生活の様子などを撮影した写真と随筆集「Born Free and Equal」が、アメリカ議会図書館に収容されている。

## 他の連合国における強制収容
なお、在留日本人および日系人に対する戦争時の強制収容は他の連合国でも行われたが、直接日本と交戦状態に置かれるか置かれないか、または日本人および日系人の数が多いか少ないか、または日本との間に開戦した時期によってその対応はまちまちであった。

### ブラジル

#### 国交断絶

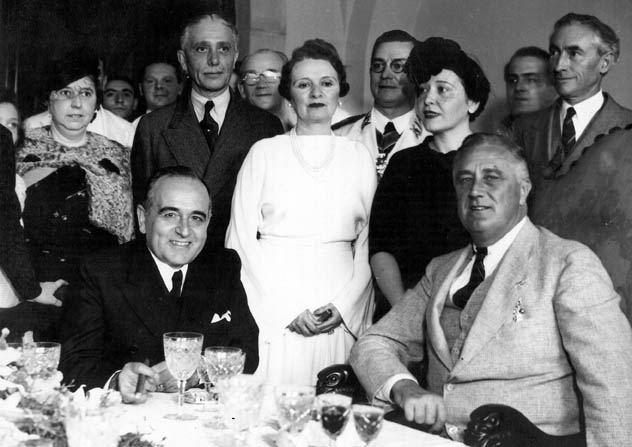
ヴァルガス大統領とルーズベルト大統領（1936年/前列）

親米派で、しかも戦前から日本人学校の閉鎖や全ての日本語新聞の発行停止処分などの、日系ブラジル人及び日本人移民に対する同化政策を進めていたジェトゥリオ・ドルネレス・ヴァルガス大統領の政権下にあったブラジルは、日英米間の開戦後も中立を保っていた。
しかし1942年1月28日に、アメリカの圧力により日本を含む枢軸諸国と国交断絶させられた。なお、国交こそ断絶したものの、ブラジルによる日本への宣戦布告は長く行われず、1945年6月6日になりようやく宣戦布告した。

#### 各種処分の執行
国交断絶後にブラジル政府や日本人人口が多いサンパウロ州政府は、日本人に対して公共の場所での日本語の会話の禁止や移動の自由の制限、財産処分の禁止、日本人が多く集まる地域からの立ち退きなどを命じたほか、事実無根のスパイ容疑で多くの日本人を逮捕した。なお、日系ブラジル人及び日本人移民人数が多いこともあり、アメリカに強制連行させるような要求こそなかったが、一部の日本人移民は1942年7月に運行された戦時交換船で帰国させられた。

#### 強制収容の執行

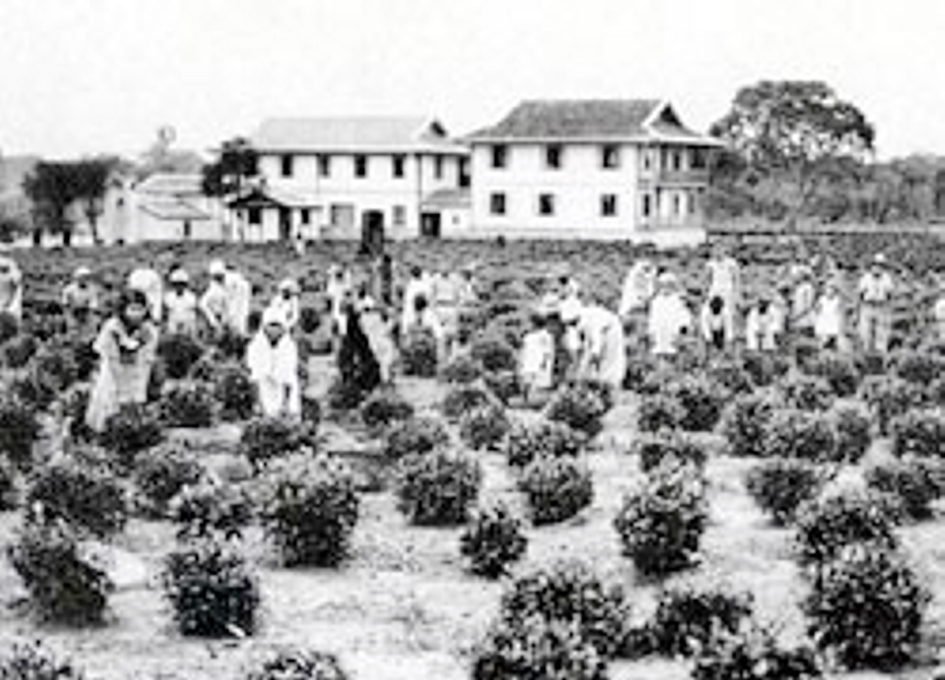
ブラジル内陸部で働く日系移民

その後1943年8月には「日本海軍船艇との連絡をさせないこと」を目的に、日本人移民および日系人ブラジル人はサントスなどの全ての大西洋沿岸都市から退去させられた上に、その多くはサンパウロ州の内陸部に設けられた強制収容所に一時的に収容された。このため、サントスに住む多くの日系人が職業を奪われた上に資産の凍結も行われ、自宅などの不動産を二束三文で手放すことを余儀なくされた。彼らはサンパウロ州内陸部の未開拓地に強制的に移住された。
内陸部への強制移住は大戦が終結した間もなく後に解除されたものの、資産の没収、凍結の解除は、日本とブラジル間の国交が回復した後の1950年代まで続けて行なわれ、その際に解除を忘れられたままとなった没収資産の一部は、2000年代に至るまで返還されなかった。

#### 「勝ち組」と「負け組」
なお、戦後のブラジルの日本人移民の間においては、戦時中に日本語新聞の発刊が停止された事による情報の枯渇、教育程度の低さとポルトガル語能力不足などから、日本が戦勝したと信じる「勝ち組」と、日本の敗戦を受け止めた「負け組」との間で争いが勃発し、両者の間の暴動により数十名の死者が出る騒ぎとなり社会問題となった。
後に両国の国交が回復し、特命全権大使がリオ・デ・ジャネイロに再度赴任した後の1950年代初頭に、教育程度の低い地方に多かった「勝ち組」に対して大使自らが説明を行うに至るまで、両者の間の対立が続くこととなった。

### ペルー
同じくアメリカの圧力により日本を含む枢軸諸国と1942年に開戦、国交断絶させられたペルーでは、多くの日系ペルー人と日本人移民がアメリカに強制連行され、日系ペルー人に対しては戦争終結後はアメリカから強制退去させたが、ペルー政府による入国拒否により、多くの日系ペルー人が含まれるにもかかわらず900人が日本に送還させられた。

### アルゼンチン

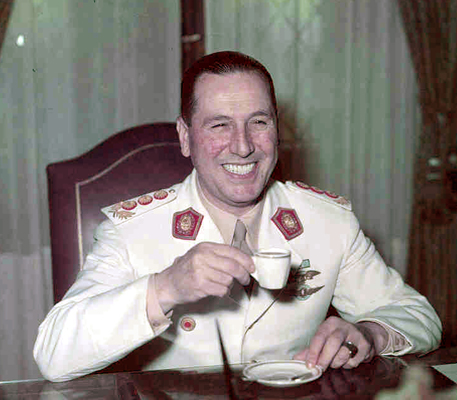
ファン・ペロン

大戦勃発後は中立を保ちつつも親ドイツ派の政策を取り続け、1943年6月のクーデターによって絶対中立派政権（事実上の親枢軸政権）が成立したアルゼンチンでは、1945年まで日本を含む枢軸国への宣戦布告は行われなかったことと、当時軍の高官であり、労働長官でその後副大統領となったフアン・ペロン将軍が日系アルゼンチン人を重用したこともあり、日本への宣戦布告後には政府による日系団体の監視や在アルゼンチン日本公使の追放が行われたものの、万単位で日系人が居住する国としては唯一大規模な弾圧が行われなかった。

### メキシコ
メキシコは、ブラジルと同じく日系メキシコ人及び日本人移民人数が比較的多いこともあり、ブラジルと同じくアメリカに強制連行させるような要求こそなかったものの、その多くが「日本海軍船艇との連絡をさせないこと」を目的に太平洋沿岸から離れた2ヵ所の強制収容所に収容され、その資産は没収、または凍結されることとなった。

### カナダ

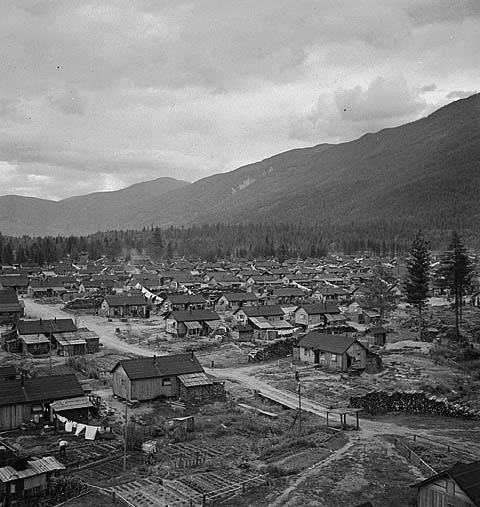
ブリティッシュコロンビア州内陸部に設けられた強制収容所

カナダにおいても、日系カナダ人に対する財産没収や強制収容が行われた。
日加間の開戦後すぐに日系カナダ人と在加日本人の財産は没収され、さらに1942年初頭にバンクーバー島の軍施設が日本海軍の艦艇に攻撃されたことや、その後もカナダの太平洋沿岸部で多くの連合軍の船艇が日本軍の潜水艦に撃沈されたこともあり、ブリティッシュコロンビア州の内陸部にあるタシュミ強制収容所に移された後、ベイ・ファームスとレモン・クリークにある強制収容所への移動を余儀なくされた。
なおこれらの強制収容所に抑留された日系カナダ人は、終戦後4年が経過した1949年まで沿岸部160キロ以内に移動することが許されなかった。

### オーストラリアおよび周辺諸国
オーストラリアにおいても、日系オーストラリア人及び日本人移民と、ニュージーランドやフィジーなど周辺のイギリス連邦諸国及びその植民地や、同盟国のオランダ領東インド諸島などに在住していた日本人移民と日系人に対する強制収容所への収容が行われ、全体で約4,000人が強制収容された。なお戦後そのほとんどが日本に強制的に送還させられた。

## 強制収容を扱った作品
- 1946年、解説入り画集『市民13660号 ― 日系女性画家による戦時強制収容所の記録』（前山隆訳、御茶の水書房、1984年）。画家ミネ・オオクボがタンフォラン仮収容所・トパーズ戦争移住センターで描いた画を編纂したもの。
- 1956年、小説『ノー・ノー・ボーイ』 - 収容体験を持つ日系人作家ジョン・オカダによる小説。シアトルに住むイチローが家族と共に収容され、忠誠心調査での最後の2問で「ノー」と応える。戦後の太平洋岸北西部の様子が描かれている[64]。
- 1971年、自伝的小説『強制収容所 トパーズへの旅 ― 日系少女ユキの物語』- ヨシコ・ウチダ著（柴田寛二訳、評論社、1983年）。
- 1973年、ジーン・ワカツキ・ヒューストン（英語版）と夫のジェームズ・ヒューストン（英語版）が共著で回想記『マンザナールよさらば』を出版した。1976年、ジョン・コーティ（英語版）監督はこれをもとに、同名のTV番組を制作し、米三大ネットワークのNBCで放送された。
- 1976年、児童文学作品『わすれないよ いつまでも ― 日系アメリカ人少女の物語』- ヨシコ・ウチダ著（ジョアナ・ヤードリー (イラスト)、浜崎絵梨訳、晶文社、2013年）。
- 1976年、詩集『収容所ノート ― ミツエ・ヤマダ作品集』- ミツエ・ヤマダ著（石幡直樹、森正樹共訳、松柏社、2004年）。
- 1976年、映画『ミッドウェイ』 - 日系人強制収容のシーンが出てくる。
- 1980年、漫画『がんがらがん』 - 長谷川法世原作の青年漫画。当時の日系アメリカ人への迫害の様子や、収容所内での暮らしぶりなどを描いている。
- 1982年、自伝的小説『荒野に追われた人々 ― 戦時下日系米人家族の記録』- ヨシコ・ウチダ著（波多野和夫訳、岩波書店、1985年）。
- 1984年、ドラマ『山河燃ゆ』 - 日系人強制収容をテーマにした山崎豊子の「二つの祖国」を基にしたNHK大河ドラマ。
- 1987年、小説『写真花嫁』- ヨシコ・ウチダ著（中山庸子訳、學藝書林、1990年）。後半はトパーズ戦争移住センターを舞台とする。1943年4月、見張りの米兵に銃殺された63歳の日系一世の男性ジェイムズ・ハツキ・ワカサの話を織り込んでいる。
- 1988年、詩集『砂漠行』- 上記『収容所ノート ― ミツエ・ヤマダ作品集』所収。
- 1990年、映画『愛と哀しみの旅路』 - アラン・パーカー作、監督。日系アメリカ人女性と駆け落ちするアメリカ人男性の物語[65]。
- 1994年の小説、1999年の映画『ヒマラヤ杉に降る雪』 - マンザナー強制収容所でのイマダ家の様子が描かれている[66][67]。
- 1997年、ジョージ・カーリンのネタ - 個人の権利や、アメリカ合衆国の政治への批判のネタの中で、日系アメリカ人が収容所に送られたことを語った[68]。
- 1998年、マイケル・O.タンネル, ジョージ・W.チルコート 著, 竹下千花子 訳『トパーズの日記 : 日系アメリカ人強制収容所の子どもたち』金の星社, ISBN 4-323-06072-6
- 2000年、写真集『約束の大地/アメリカ』新正卓　みすず書房。
- 2002年、小説『天皇が神だったころ（英語版）』 - ジュリー・オオツカ著。名もなき日本人一家がユタ州にあるトパーズ戦争移住センターに収容される。オーツカ一家の経験に基づいて描かれている[69]。
- 2005年、曲『ケンジ』 - フォート・マイナーのアルバム『The Rising Tied 』に収録されている。マイク・シノダの祖父のキャンプでの経験について描かれている。
- 2006年、小説『草花とよばれた少女』- シンシア・カドハタ著。ポストン戦争強制収容センターを舞台とする小説。
- 2007年、映画『アメリカンパスタイム 俺たちの星条旗』 - デズモンド・ナカノ監督。ユタ州のトパーズ戦争移住センターを舞台とする映画。
- 2008年、『親愛なるブリードさま : 強制収容された日系二世とアメリカ人図書館司書の物語』柏書房 - 収容された日系人の子どもに本を送り続けて励ました司書クララ・ブリード（英語版）。ISBN 978-4-7601-3388-8
- 2009年、小説『あの日、パナマホテルで（英語版）』 - ジェイミー・フォード（英語版）』著。シアトルにて、中国人少年が日本人少女と共にオスカー・ホルデンのジャズのレコードを買う。少女がそのレコードを持ったまま、一家は強制収容所に送られてしまう。大人になった少年はそのレコードを探す[70]。
- 2010年、ドラマ『99年の愛〜JAPANESE AMERICANS〜』 - TBSテレビの開局60周年記念として放映されたTVドラマ。当時の日系アメリカ人への迫害の様子や、マンザナー強制収容所内での暮らしぶりなどを描いている。
- 2011年、曲『Go For Broke 』 - ジェイク・シマブクロのアルバム『アイ・ラヴ・ウクレレ（英語版）』の収録曲。日系アメリカ人で構成された第442連隊戦闘団からインスパイアされた[71]。
- 2012年、ミュージカル『アリージャンス』 - カリフォルニア州サンディエゴで初演された。主演のジョージ・タケイの収容所での実体験にインスパイアされた[72]。
- 2013年、小説『Camp Nine 』 - ヴィヴィアン・シファー著。アーカンソー州のローワー戦争移住センター内外を舞台にしている[73]。
- 2013年12月、ドラマ『Hawaii Five-0』81話『父に捧ぐ』 - 約70年前のホノウリウリ抑留キャンプでのコールド・ケースとなった殺人事件を解決する[74]。
- 2014年、ドキュメンタリー『The Legacy of Heart Mountain 』 - ワイオミング州のハートマウンテン移住センターでの生活を探る[75]。
- 2014年、ドキュメンタリー映画『To Be Takei 』 - 数年間強制収容所で過ごした俳優ジョージ・タケイの若い頃を記録する[76][77]。
- 2014年、フィーチャー映画『Under the Blood Red Sun 』 - 日系アメリカ人監督ティム・サヴェッジが、日系アメリカ人グレアム・ソースベリーのハワイでの13歳の頃の実体験を基にした小説を基に映画化した。サヴェッジの父親は真珠湾攻撃後強制収容されていた[78][79]。
- 2015年、ドキュメンタリー映画『Relocation, Arkansas 』 - ヴィヴィアン・シファーがアーカンソー州のローワー戦争移住センターおよびジェローム戦争移住センター跡地を訪れる[80]。
- 2015年、歴史小説『Allegiance 』 - カーミット・ルーズヴェルト著。アメリカ政府や最高裁判所での日系人の強制収容に関する法律上および倫理上の議論やあまり知られていない事実を基にしている。ハーパー・リー賞最終候補となった[81]。
- 2017年、ドキュメンタリー映画『Resistance at Tule Lake』 - 元被収容者へのインタビューを多く含む、トゥーリーレイク収容所の歴史を描いたドキュメンタリー。
- 2019年、ドラマ『二つの祖国』 - 日系人強制収容をテーマにした山崎豊子の「二つの祖国」を基にしたドラマ。
- 2019年、ドラマ『The Terror』第二シーズン - 日系人強制収用を題材。
- 2020年、『わたしに手紙を書いて : 日系アメリカ人強制収容所の子どもたちから図書館の先生へ』評論社 - 司書クララ・ブリードの話を絵本にしたもの。ISBN 978-4-566-08064-5
- 2021年、歴史ミステリー『クラーク・アンド・ディヴィジョン』- 平原直美 著（芹澤恵 訳、小学館、2024年）。